# Castilleja
Castilleja ist eine Pflanzengattung innerhalb der Familie der Sommerwurzgewächse (Orobanchaceae). Diese Halbschmarotzer (= Halbparasiten oder Hemiparasiten) sind in der Neuen Welt verbreitet und wenige Arten kommen bis Nordasien vor. Englischsprachige Trivialnamen sind „Indian paintbrush“, „Paintbrush“, „Owl's-Clover“; Castilleja-Arten sind bekannt dafür, dass sie mit ihren Blütenständen die Prärie rot einfärben können.

## Beschreibung und Ökologie

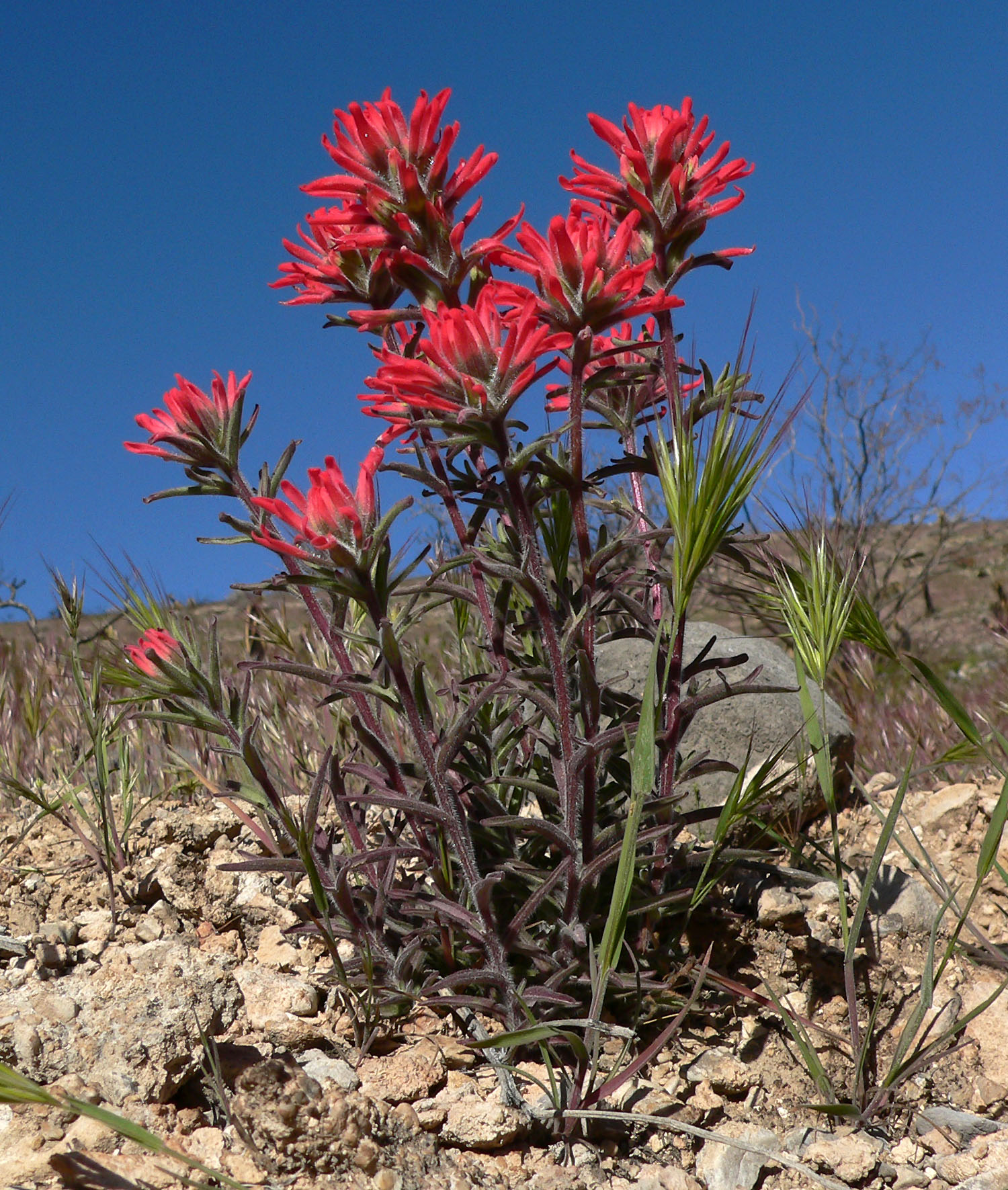
Habitus, Laubblätter und Blütenstände von Castilleja angustifolia

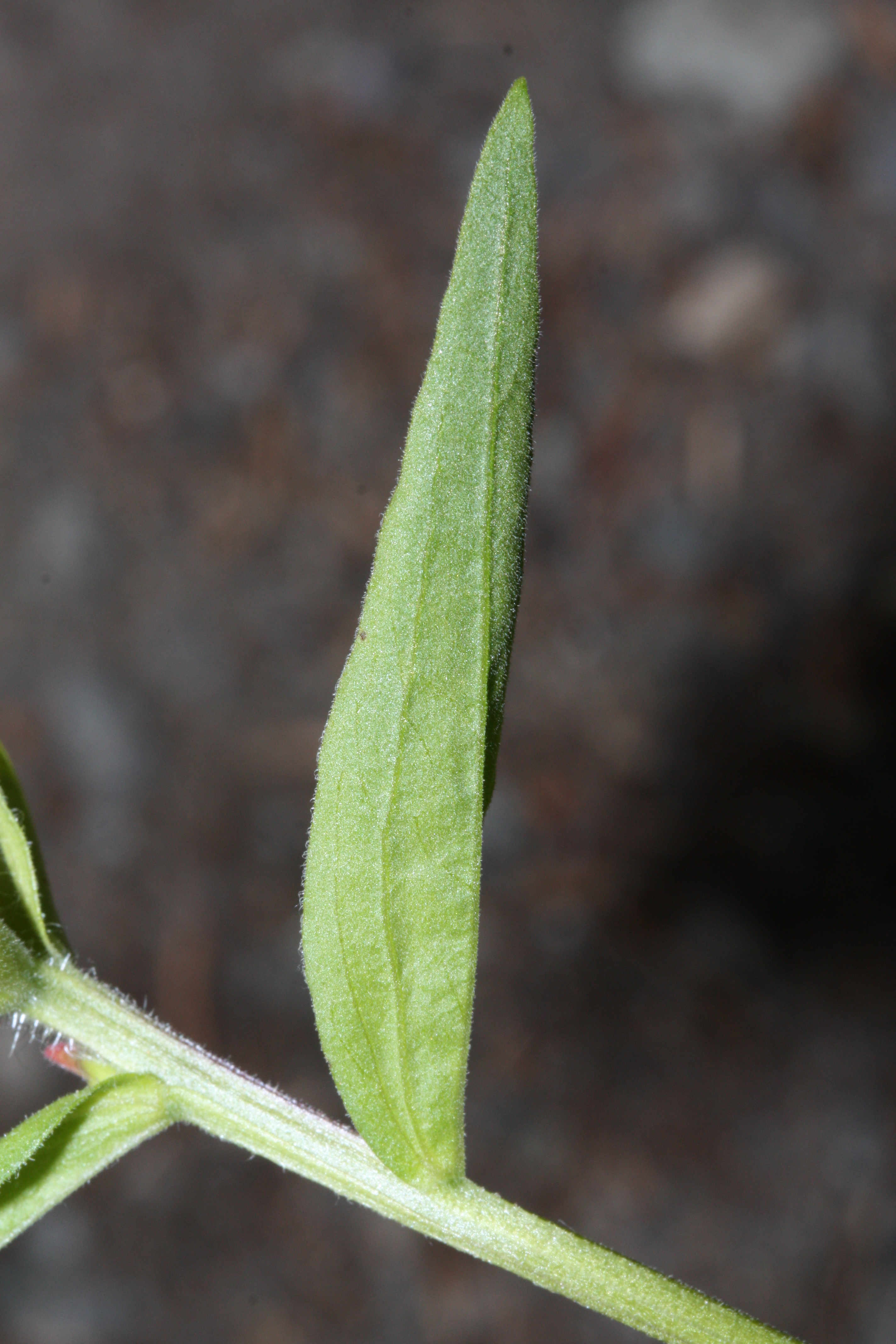
Wechselständiges, sitzendes, einfaches Laubblatt von Castilleja miniata

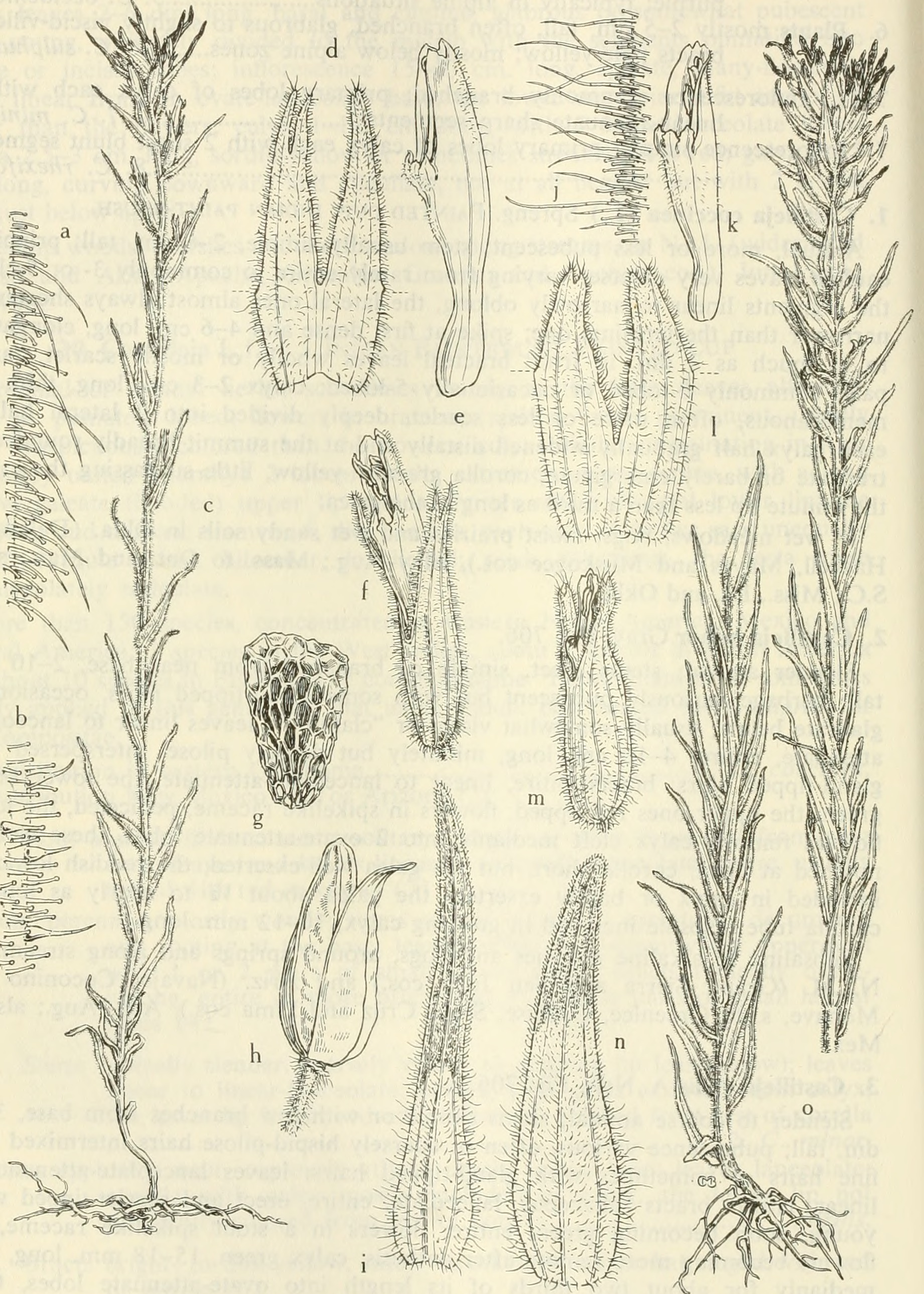
Illustration aus Aquatic and wetland plants of southwestern United States, 1972, Figur 706: a-i: Castilleja minor, j-o: Castilleja exilis

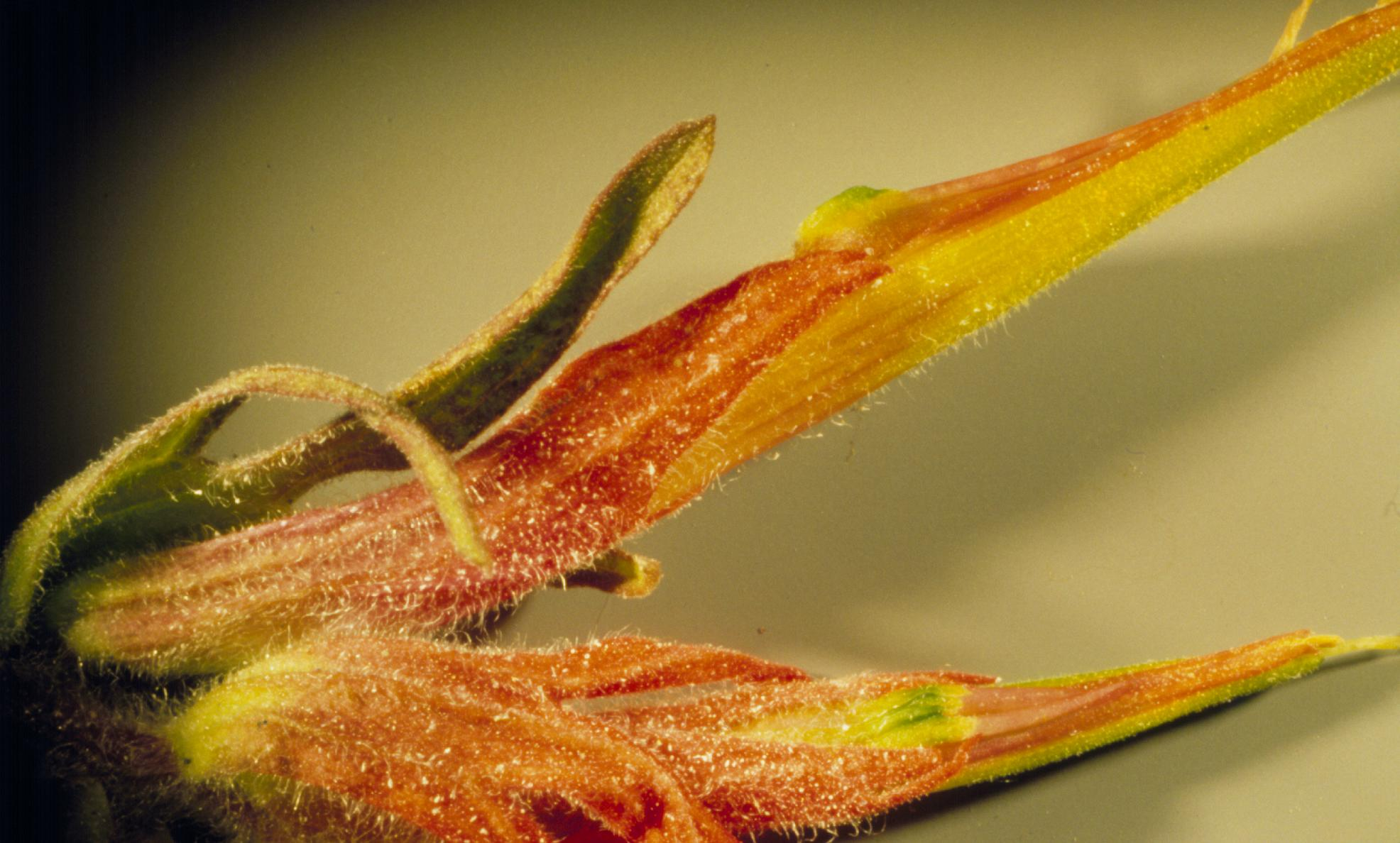
Blüten von Castilleja crista-galli im Detail

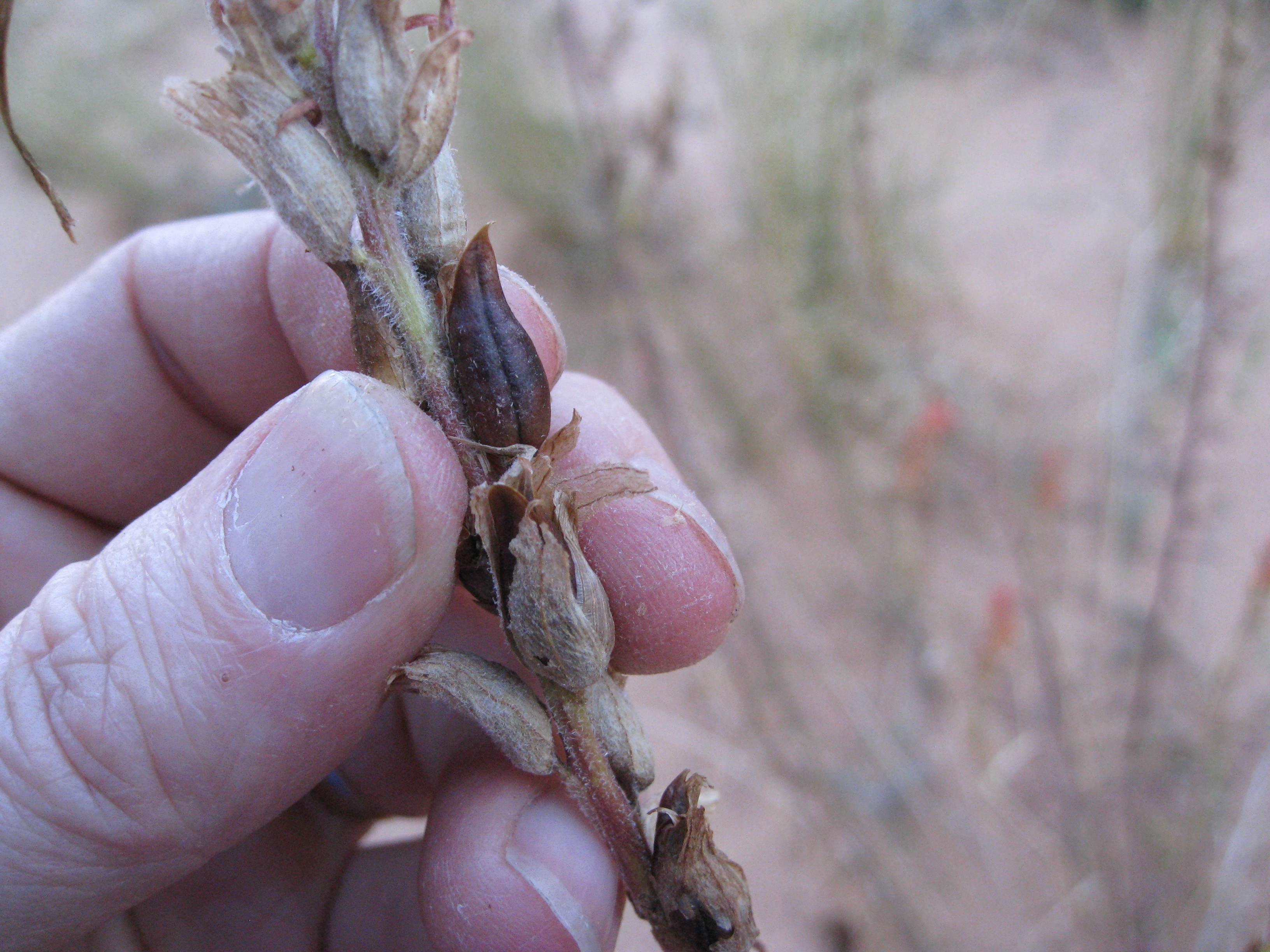
Fruchtstand mit asymmetrischer Kapselfrucht von Castilleja linariifolia

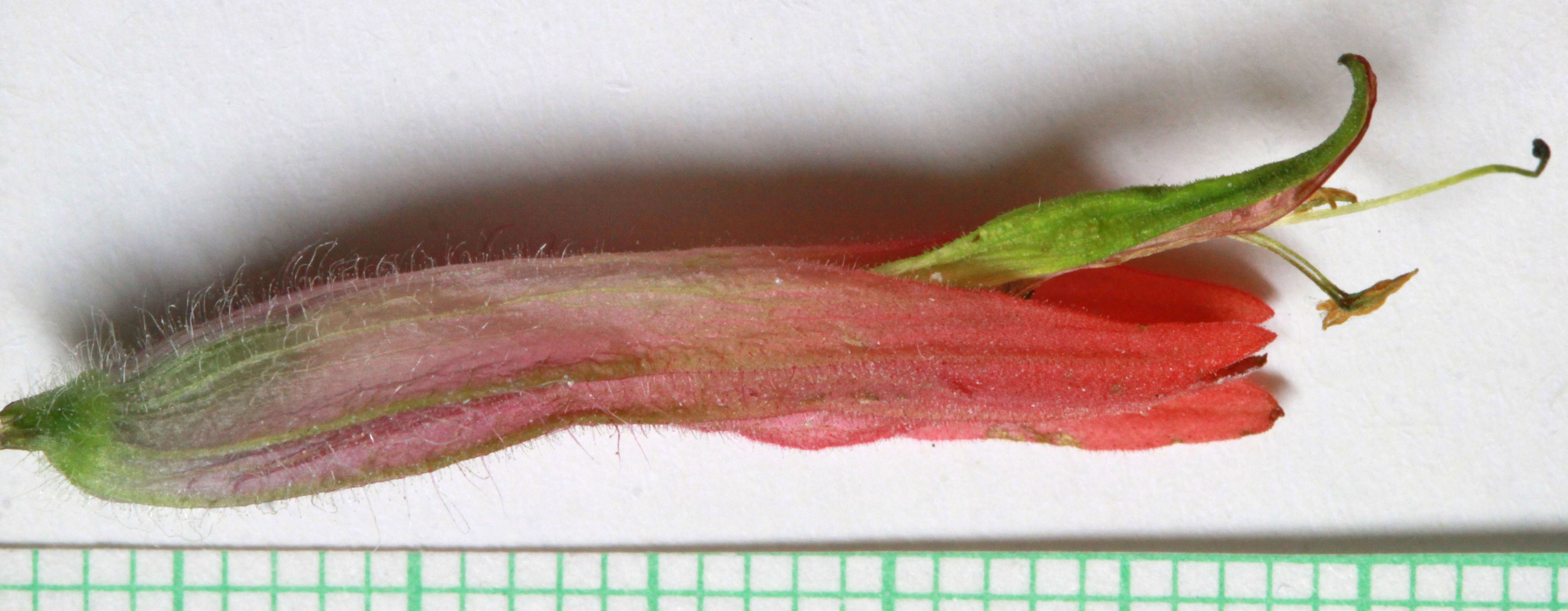
Blüten von Castilleja rhexiifolia im Detail

### Vegetative Merkmale
Bei den Castilleja-Arten handelt es sich um meist einjährige oder ausdauernde, selten zweijährige krautige Pflanzen, Halbsträucher sehr selten auch um Sträucher. An unterirdischen Pflanzenteilen kommen Pfahlwurzeln, Faserwurzeln und Rhizome vor.
Die wechselständigen Laubblätter sind sitzend. Die Blattspreiten sind einfach bis geteilt. Die Blattspreiten sind von der Form und der Größe her bei den einzelnen Arten sehr unterschiedlich. Auch über die Behaarung (Indument) lässt sich nichts Allgemeingültiges sagen. Es sind keine Nebenblätter vorhanden.

### Generative Merkmale
Charakteristisch für die Gattung Castilleja sind die endständigen, traubigen oder ährigen Blütenstände. Die Blüten stehen einzeln über einem Tragblatt, das oft breiter als die oberen Laubblätter, oft gelappt und gefärbt ist. Die Tragblätter sind bei Castilleja-Arten die Schauorgane, die das Erscheinungsbild des Blütenstandes bestimmen. Ihre Farbe, zumindest am sichtbaren vorderen Rand, ist meist leuchtend rot bis orangerot, aber auch gelbe oder cremefarbene Farbtöne oder grün kommen vor.
Die zwittrigen Blüten sind zygomorph mit doppelter Blütenhülle. Die meist ähnlich gefärbte Kelchröhre ist zwei- oder vierlappig, wobei im letzteren Fall der obere und der untere Einschnitt meist deutlich tiefer sind, als die beiden seitlichen Einschnitte. Die Kronröhre überragt den Kelch meist nur wenig und ist oft eher gelblich gefärbt. Die Unterlippe ist kurz und dreilappig. Die Oberlippe ist relativ lang, schmal schnabelförmig und zweilappig. Vorne ist sie kahnförmig nach unten umgebogen und verschließt die Staubblätter in sich. Die vier Staubblätter stehen paarweise. Der Fruchtknoten ist oberständig. Der Griffel endet in einer einfachen oder zweilappigen Narbe.
Die fachspaltigen (= lokuliziden) Kapselfrüchte sind mehr oder weniger asymmetrisch und enthalten viele Samen. Die relativ kleinen Samen sind kantig und mehr oder weniger braun.
Die Chromosomengrundzahl beträgt x = 12.

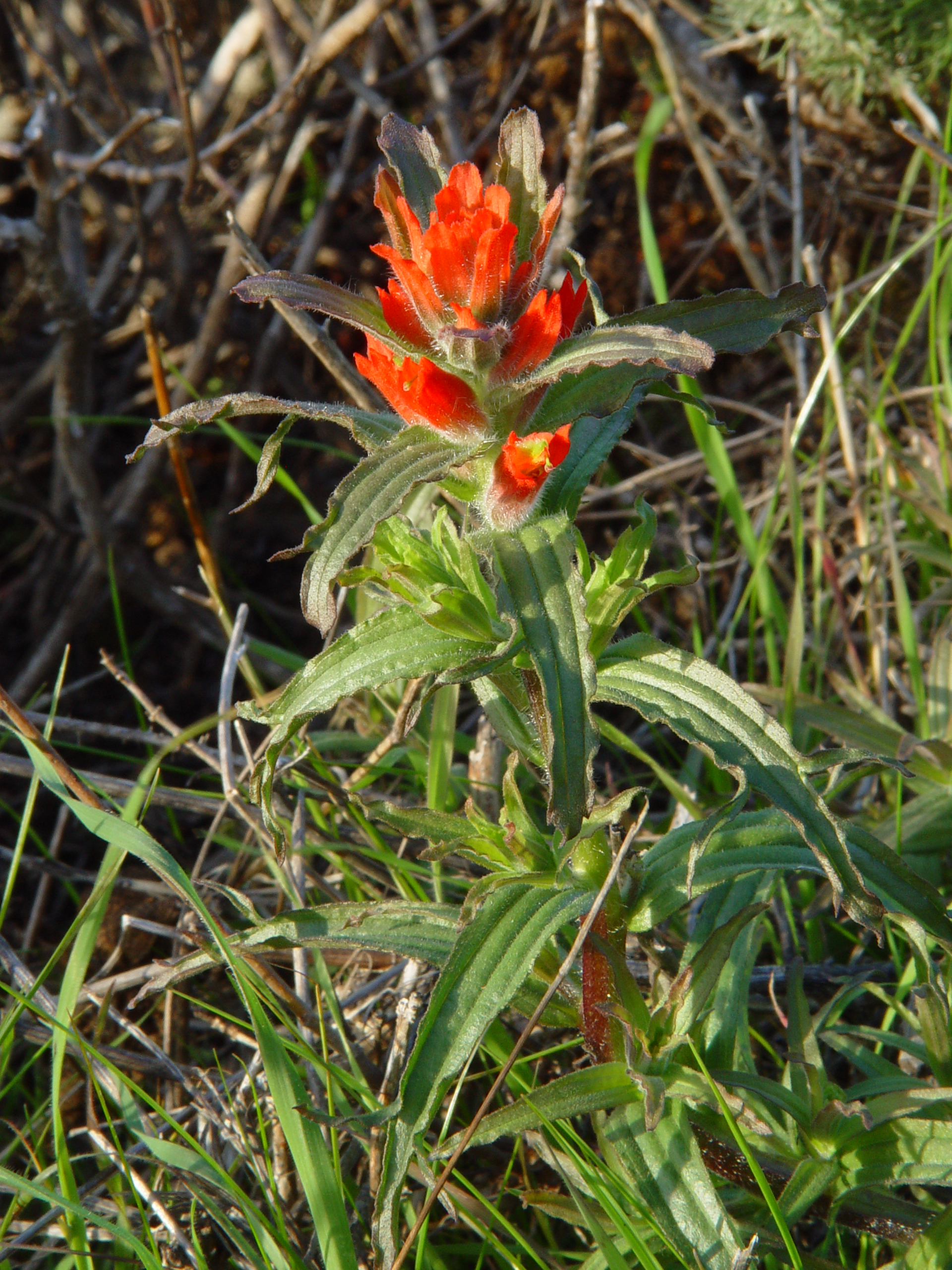
Castilleja affinis

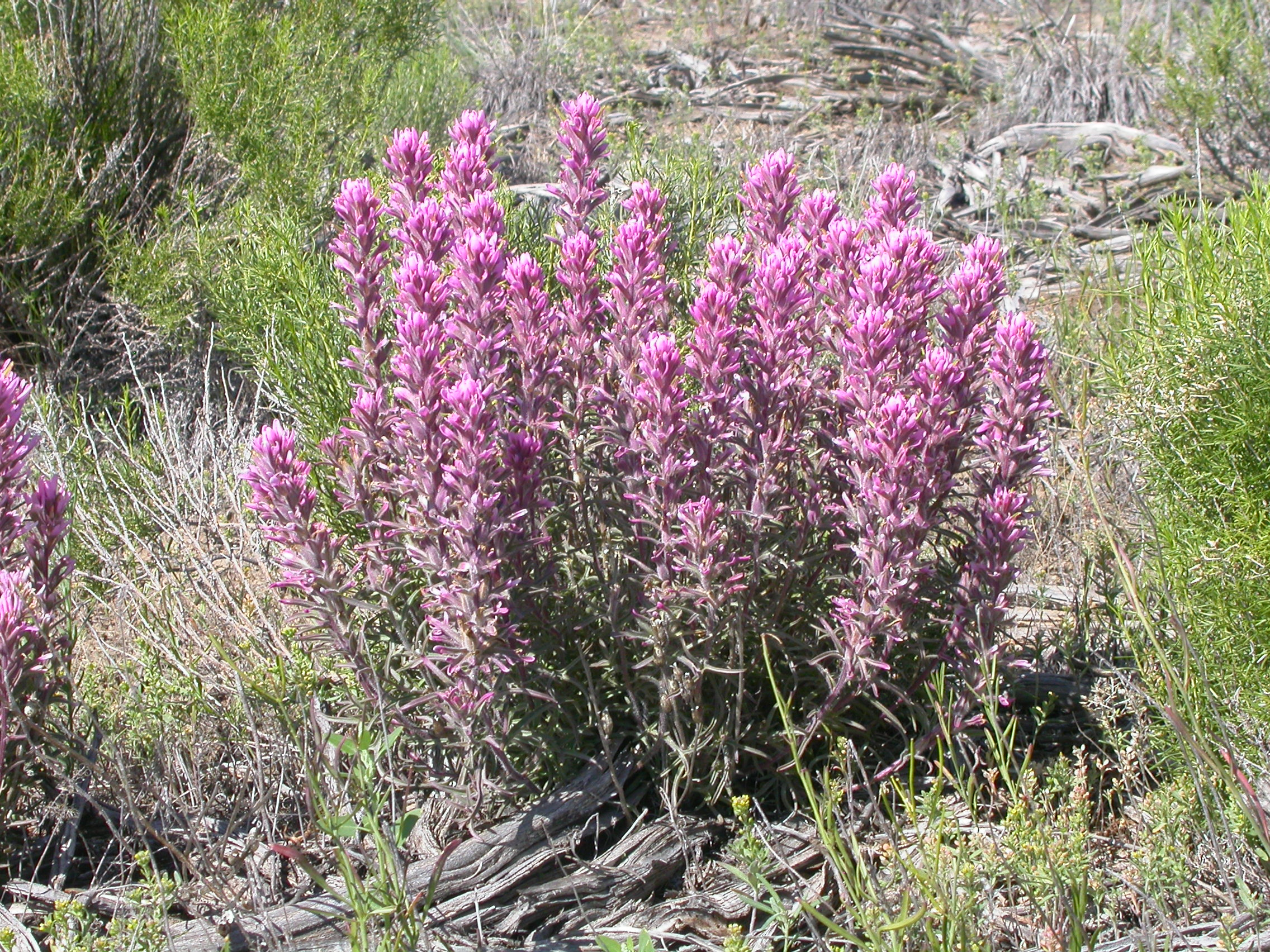
Castilleja angustifolia

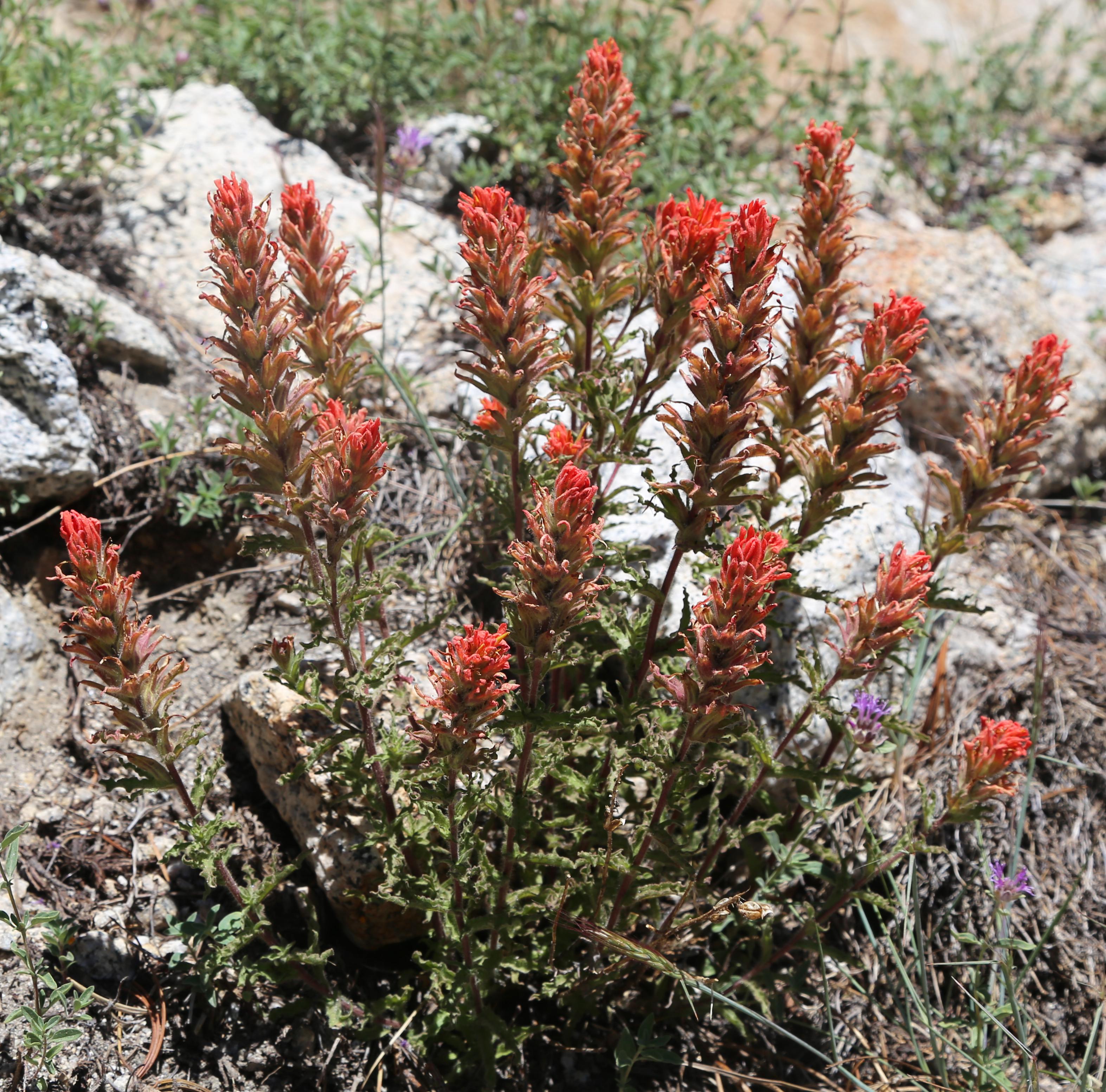
Castilleja applegatei

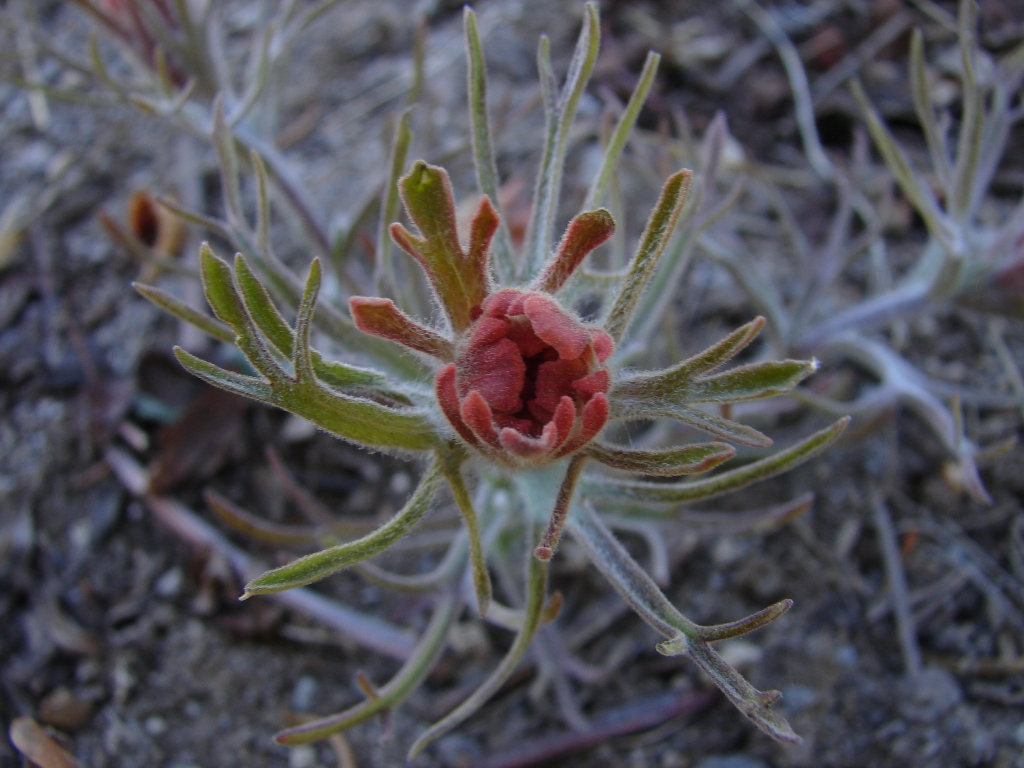
Castilleja arachnoidea

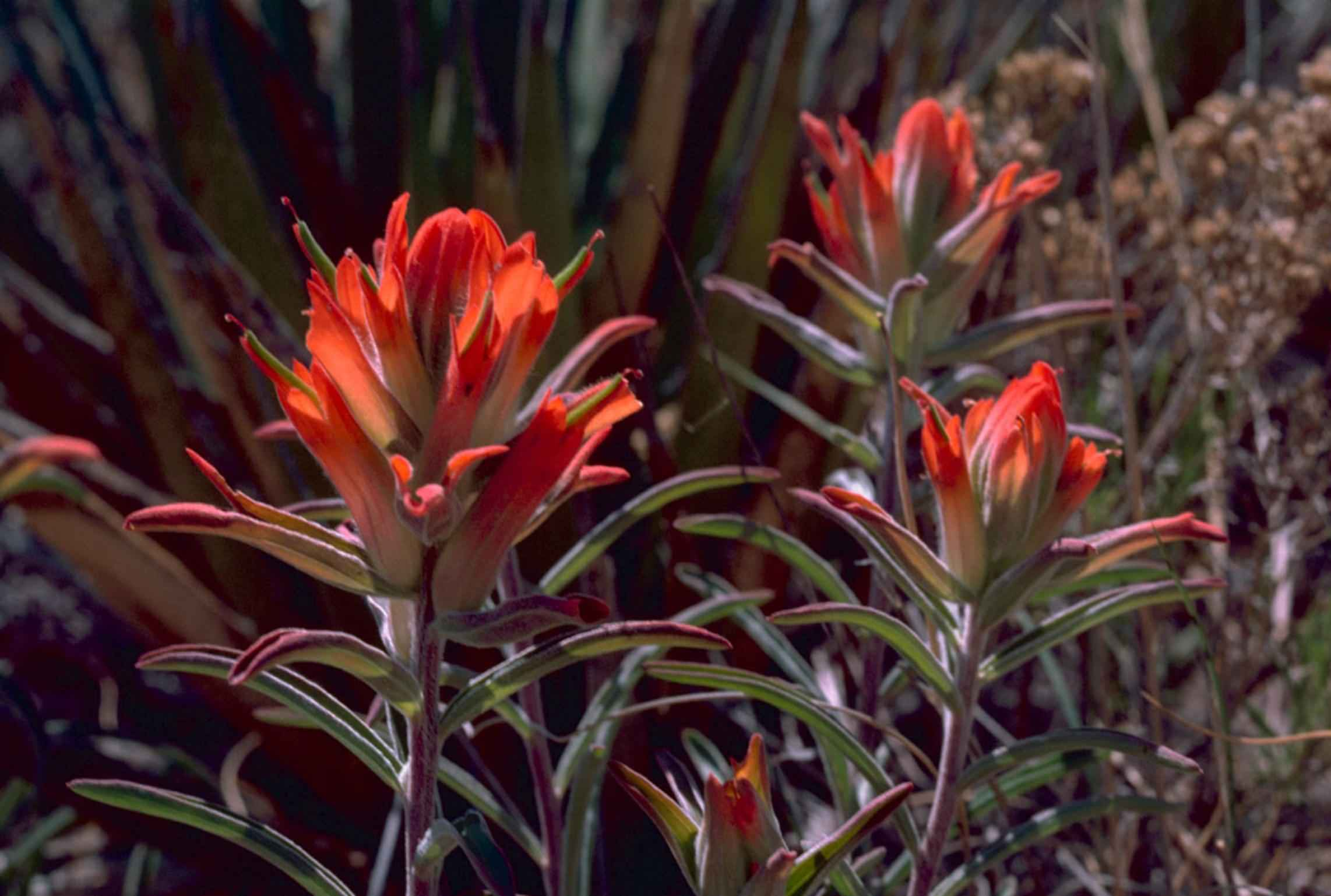
Castilleja coccinea

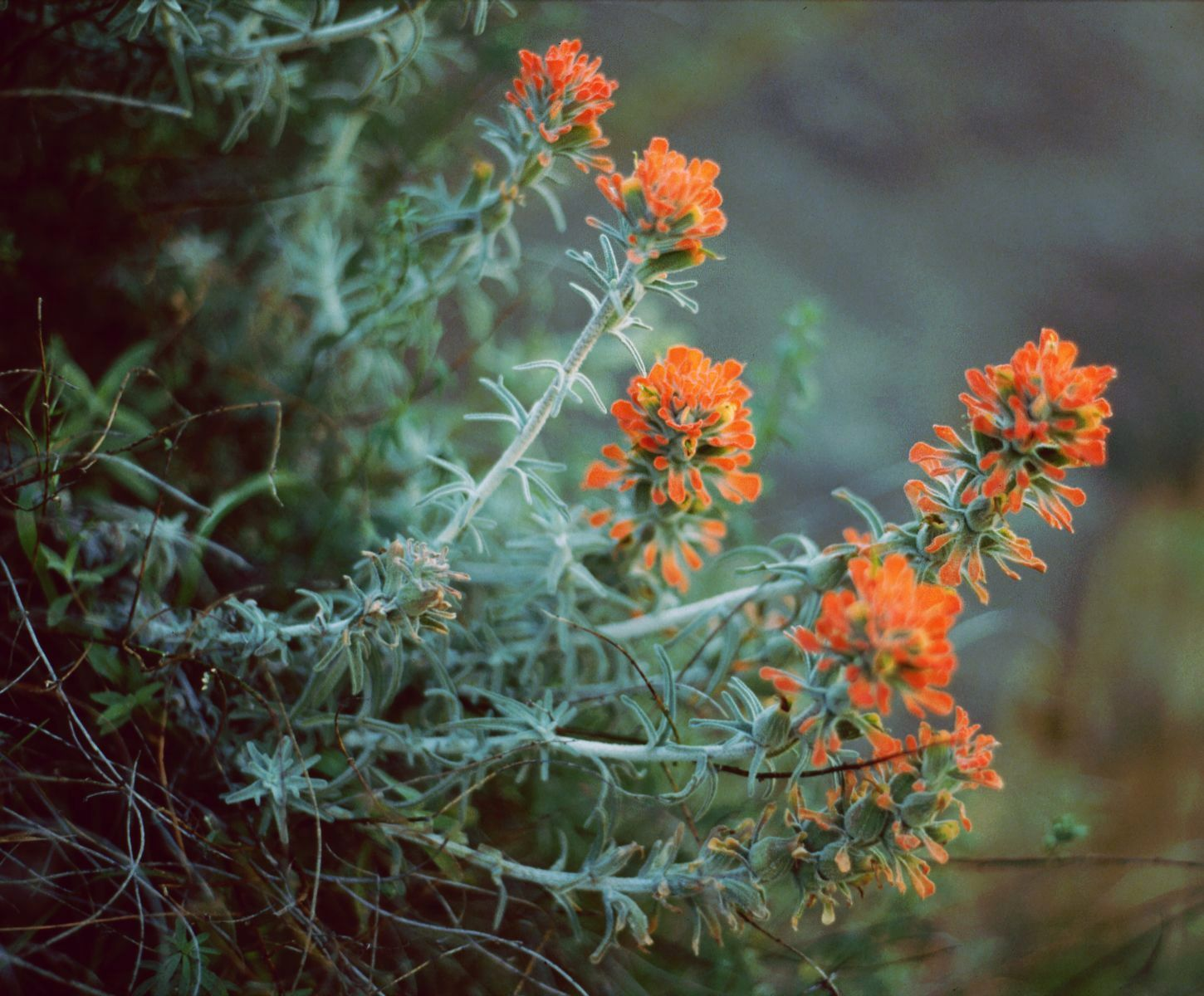
Castilleja foliolosa

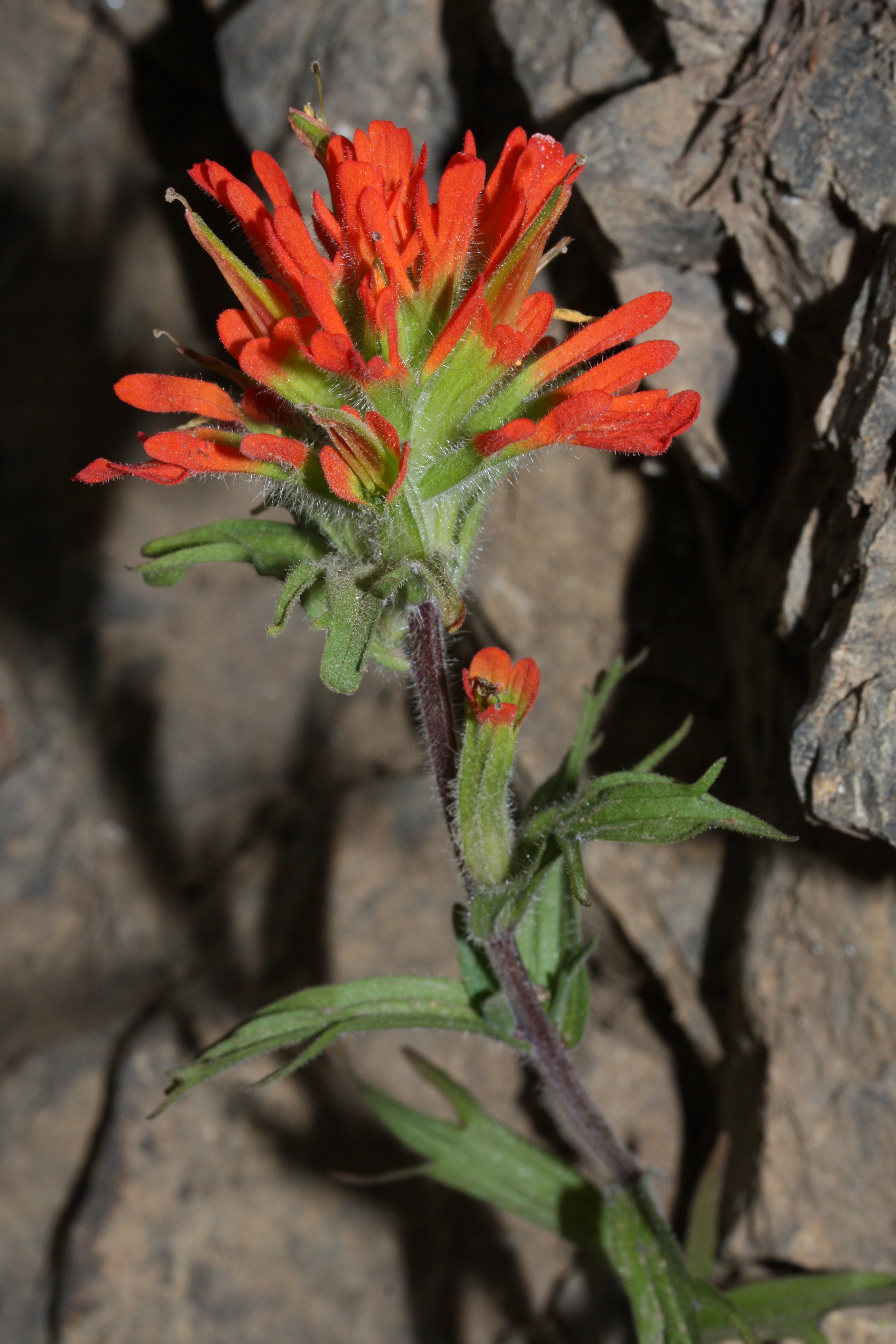
Castilleja hispida

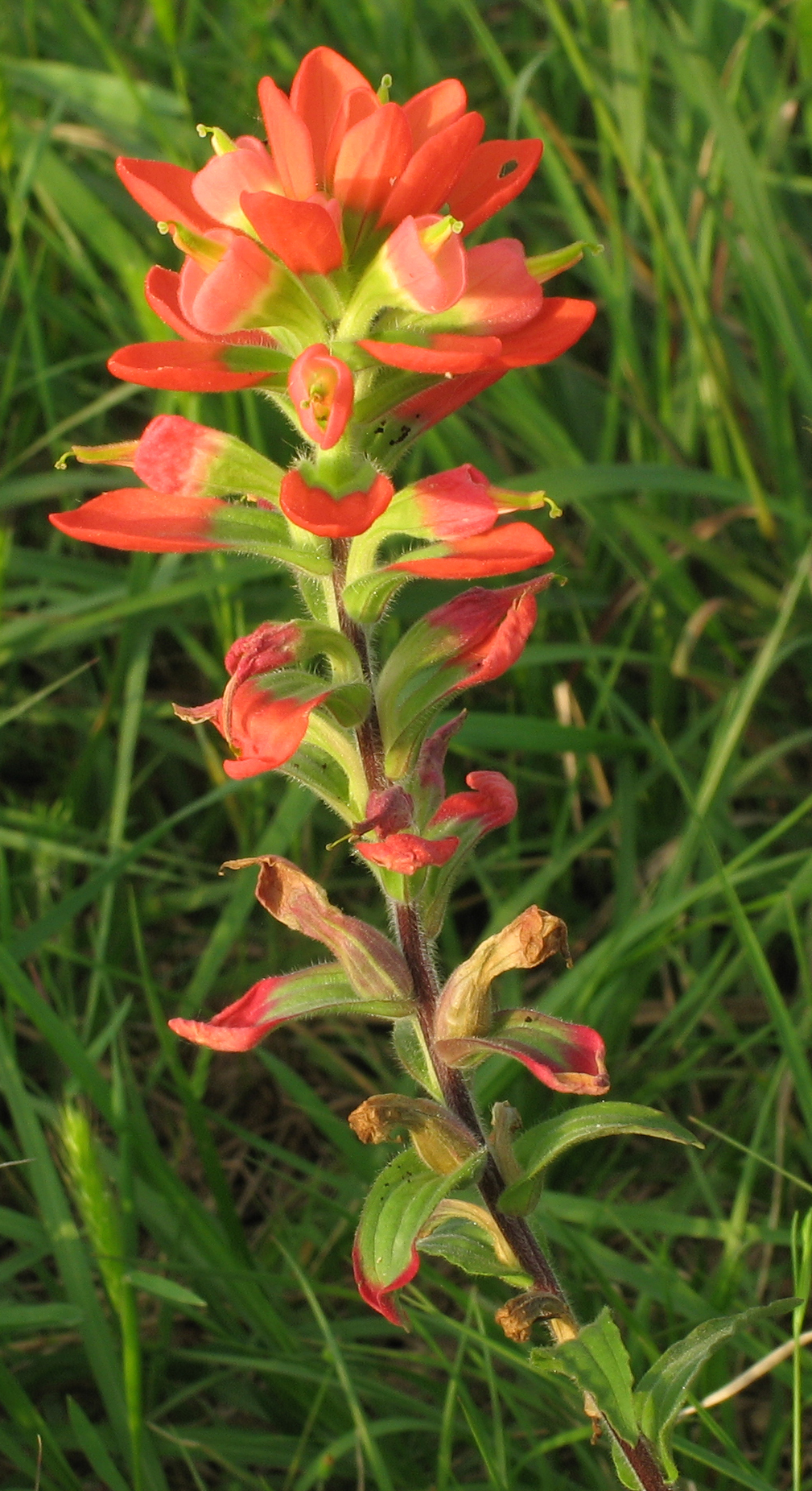
Castilleja indivisa

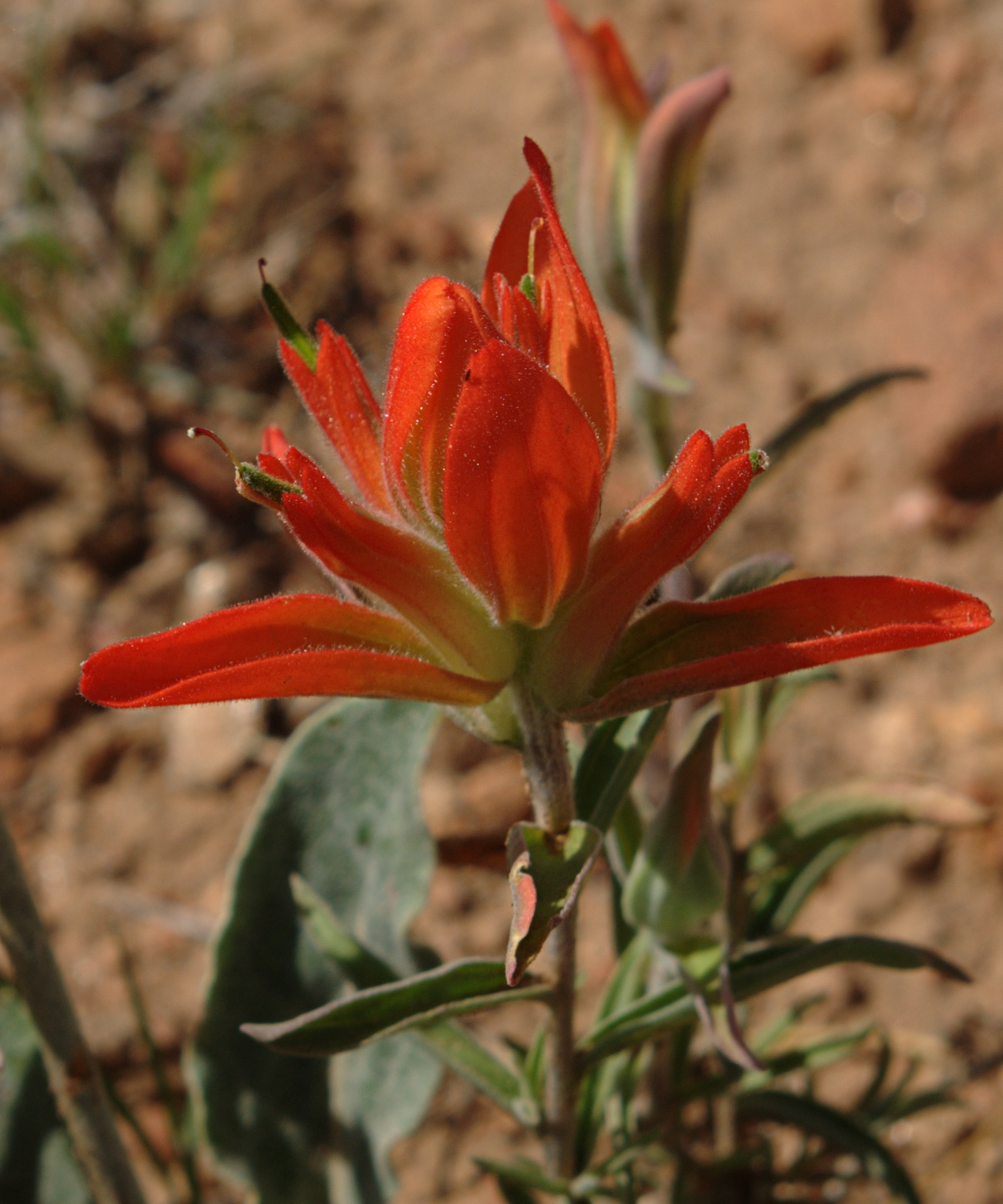
Castilleja integra

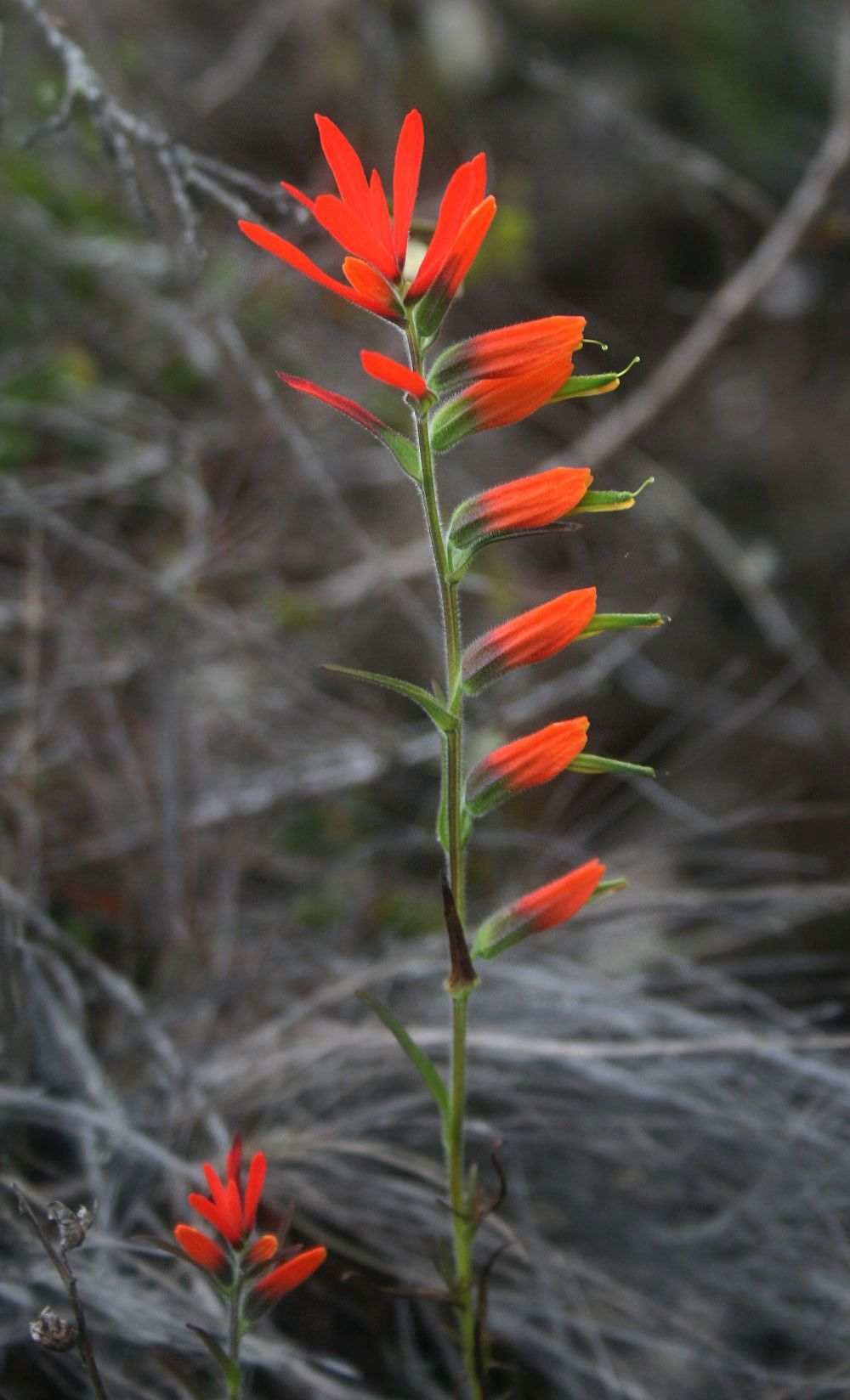
Castilleja integrifolia

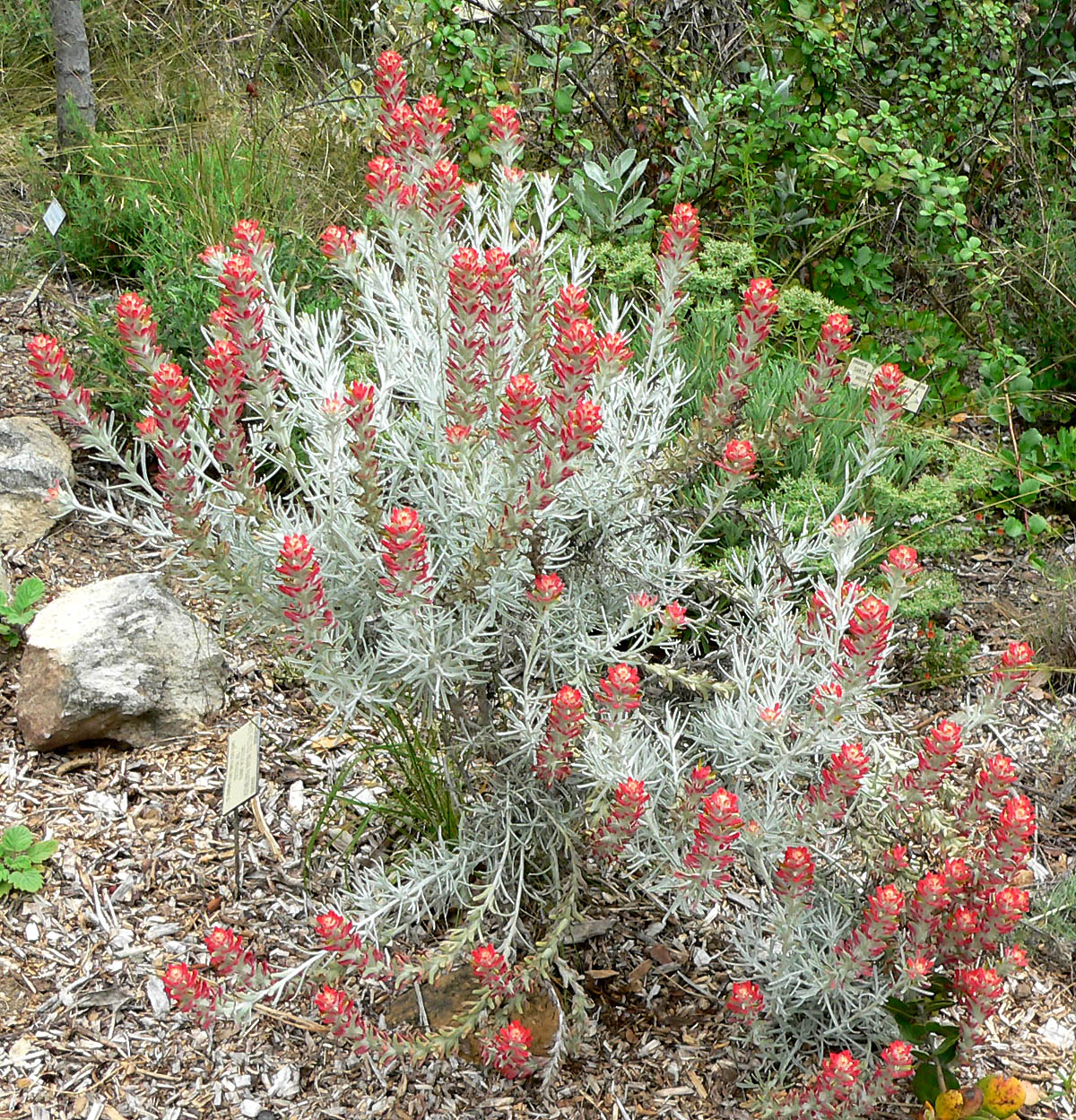
Castilleja lanata

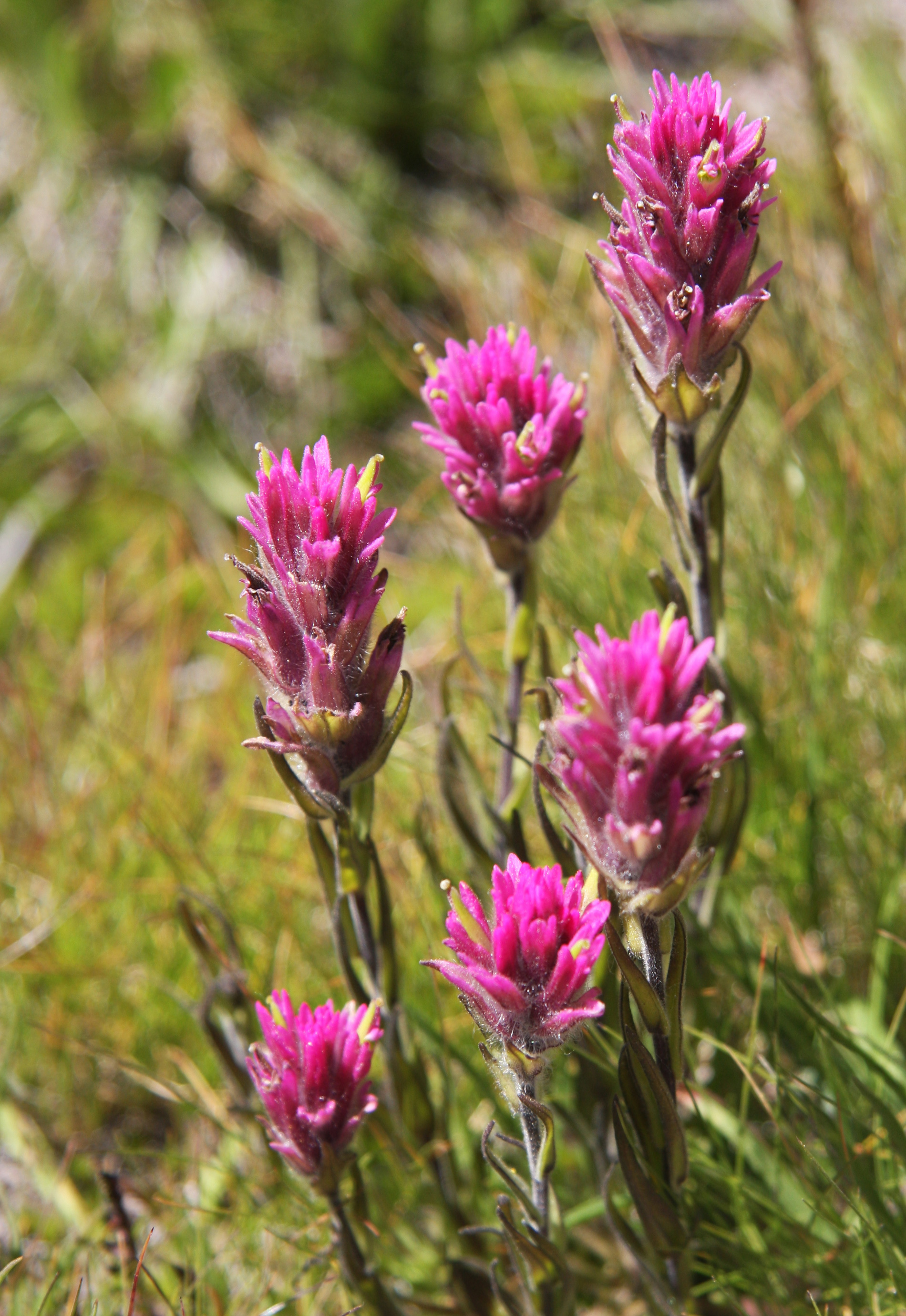
Castilleja lemmonii

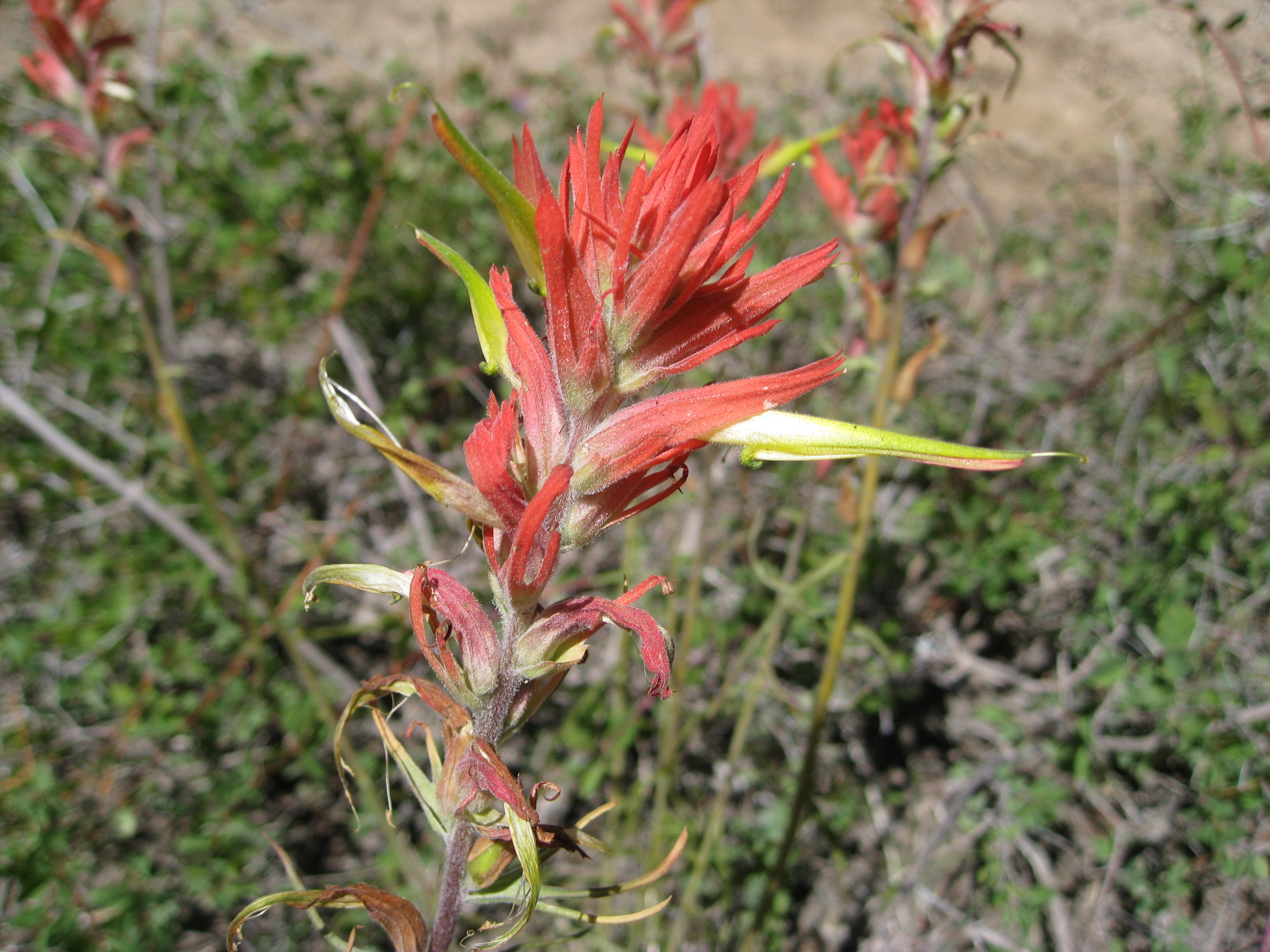
Blütenstand mit Blüten von Castilleja linariifolia

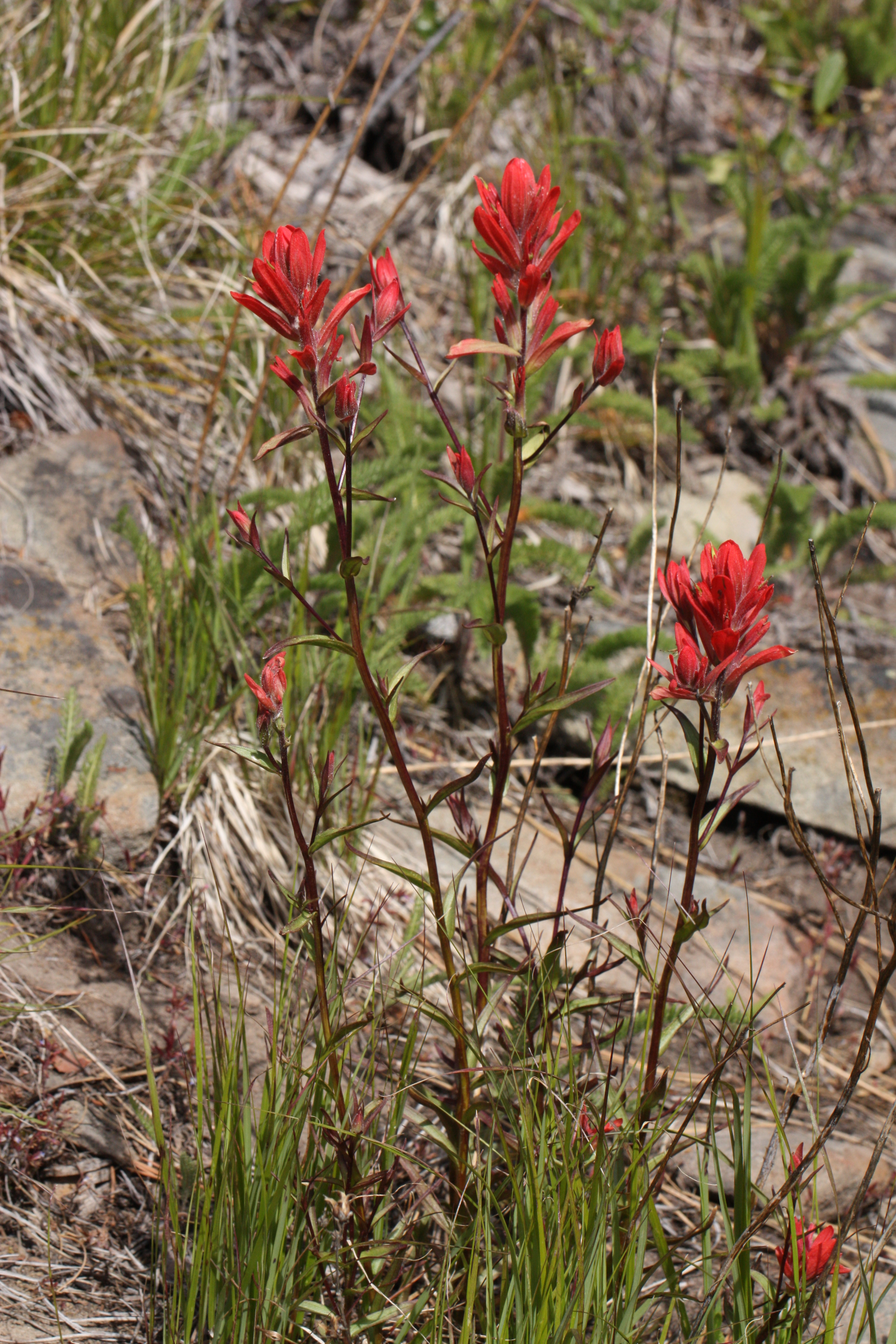
Castilleja miniata

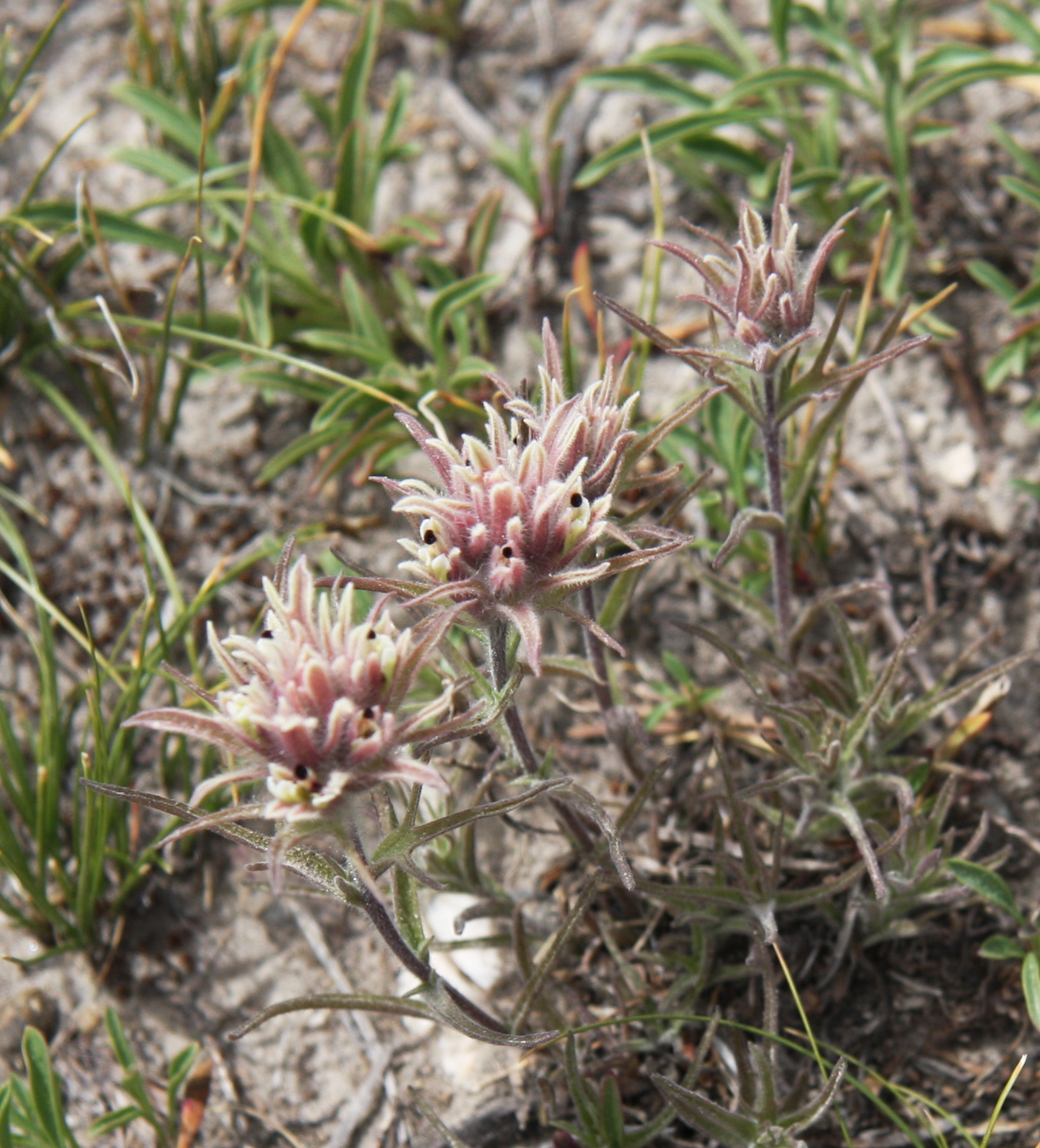
Castilleja nana

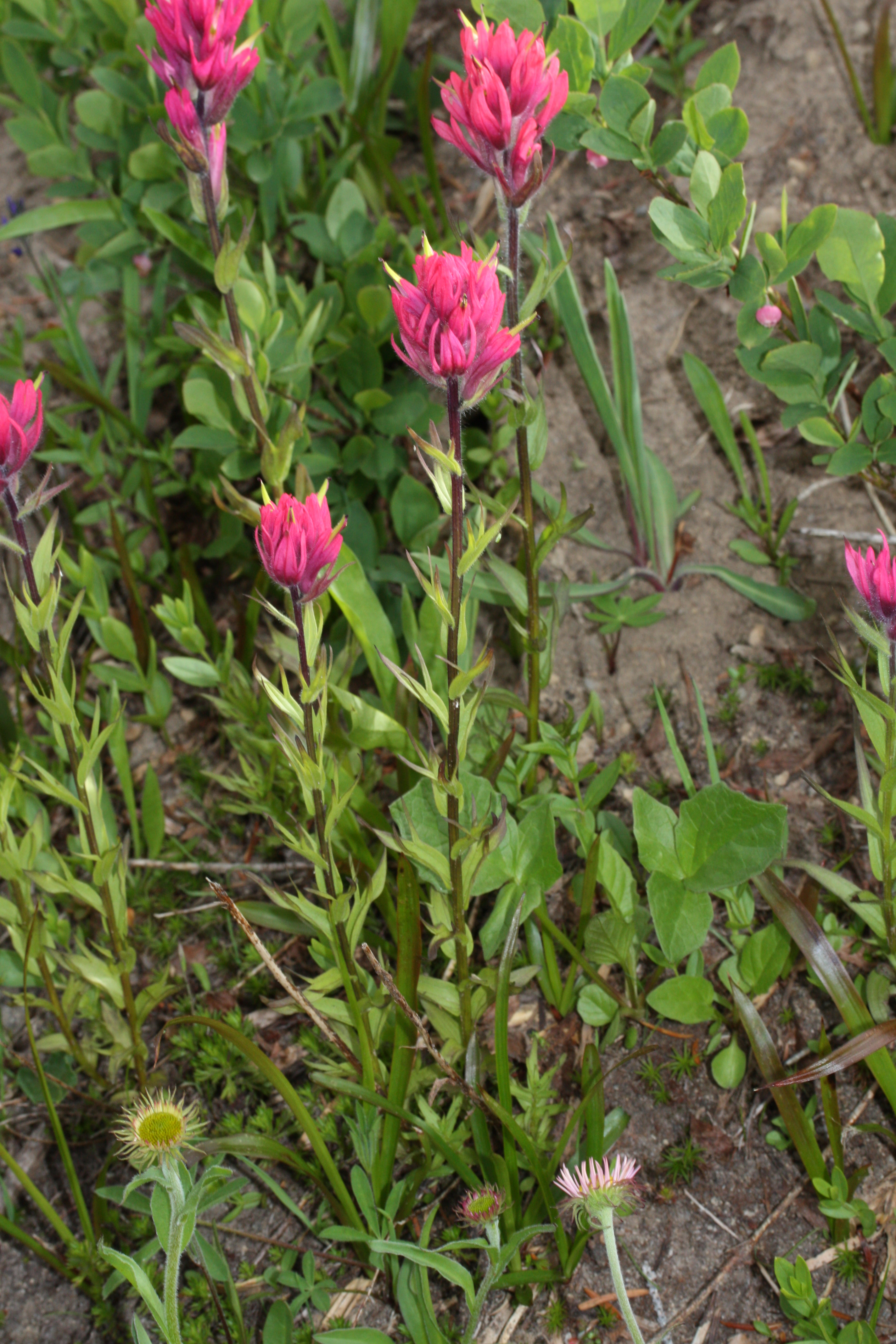
Castilleja parviflora

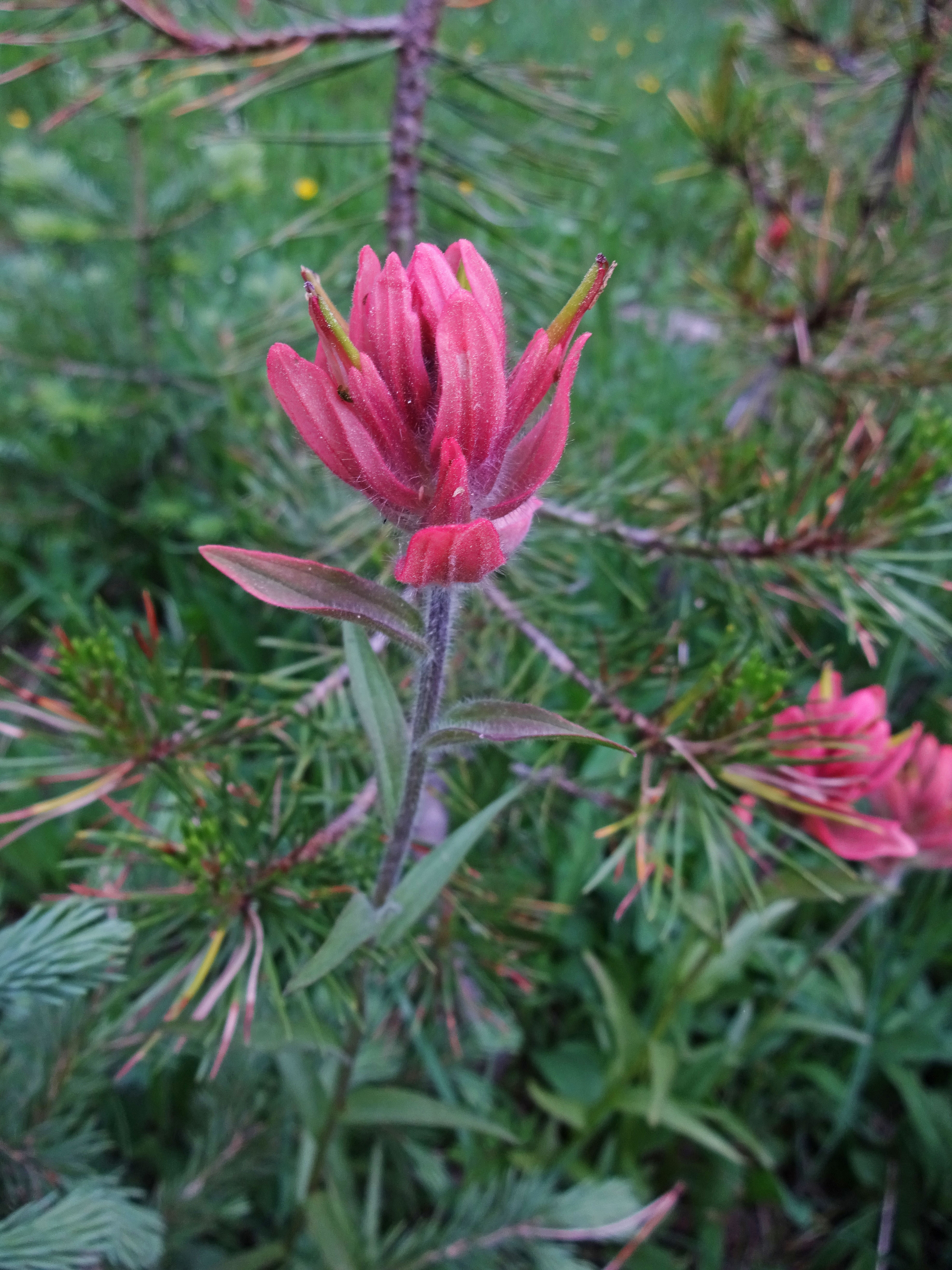
Castilleja rhexiifolia

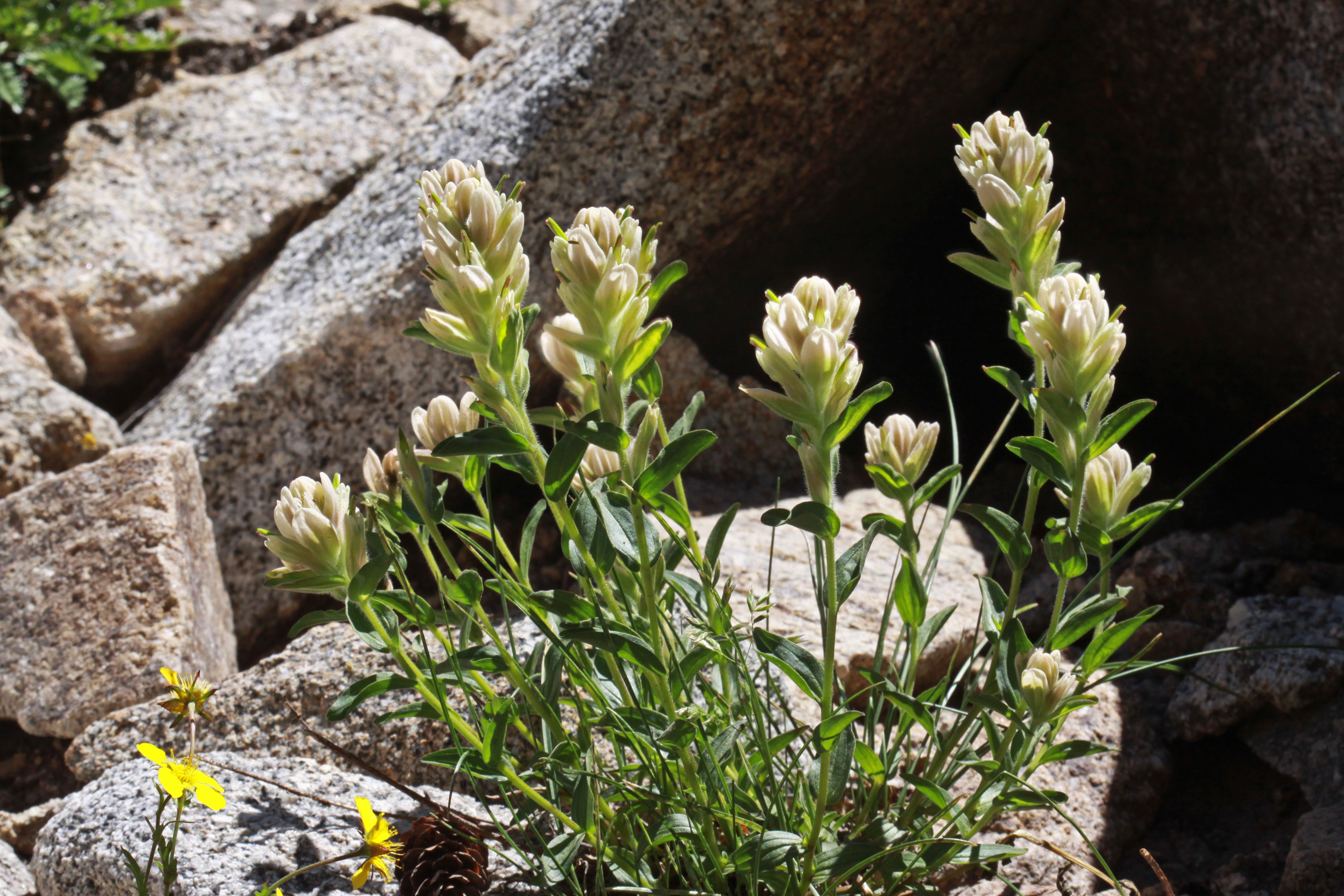
Castilleja septentrionalis

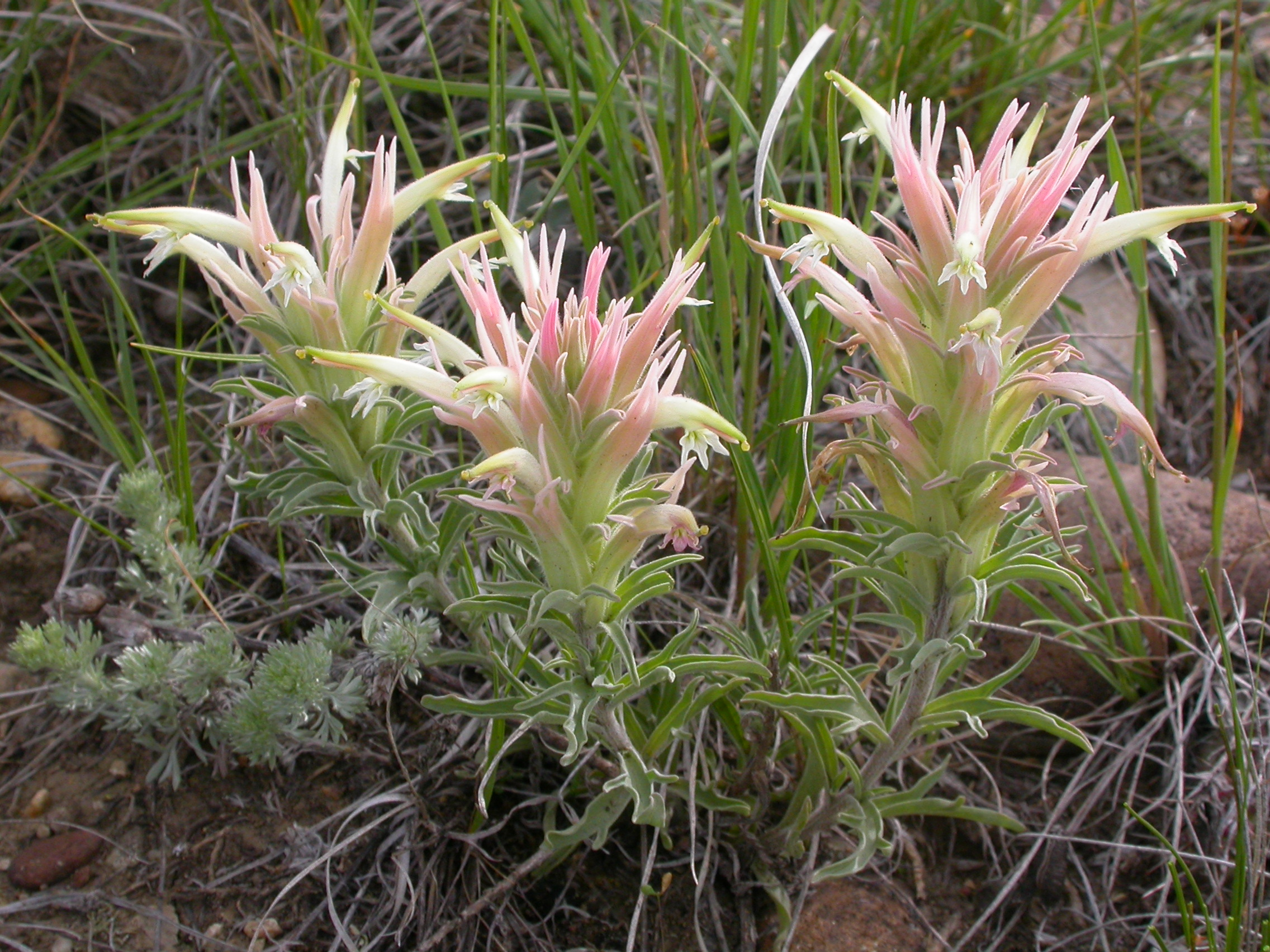
Castilleja sessiliflora

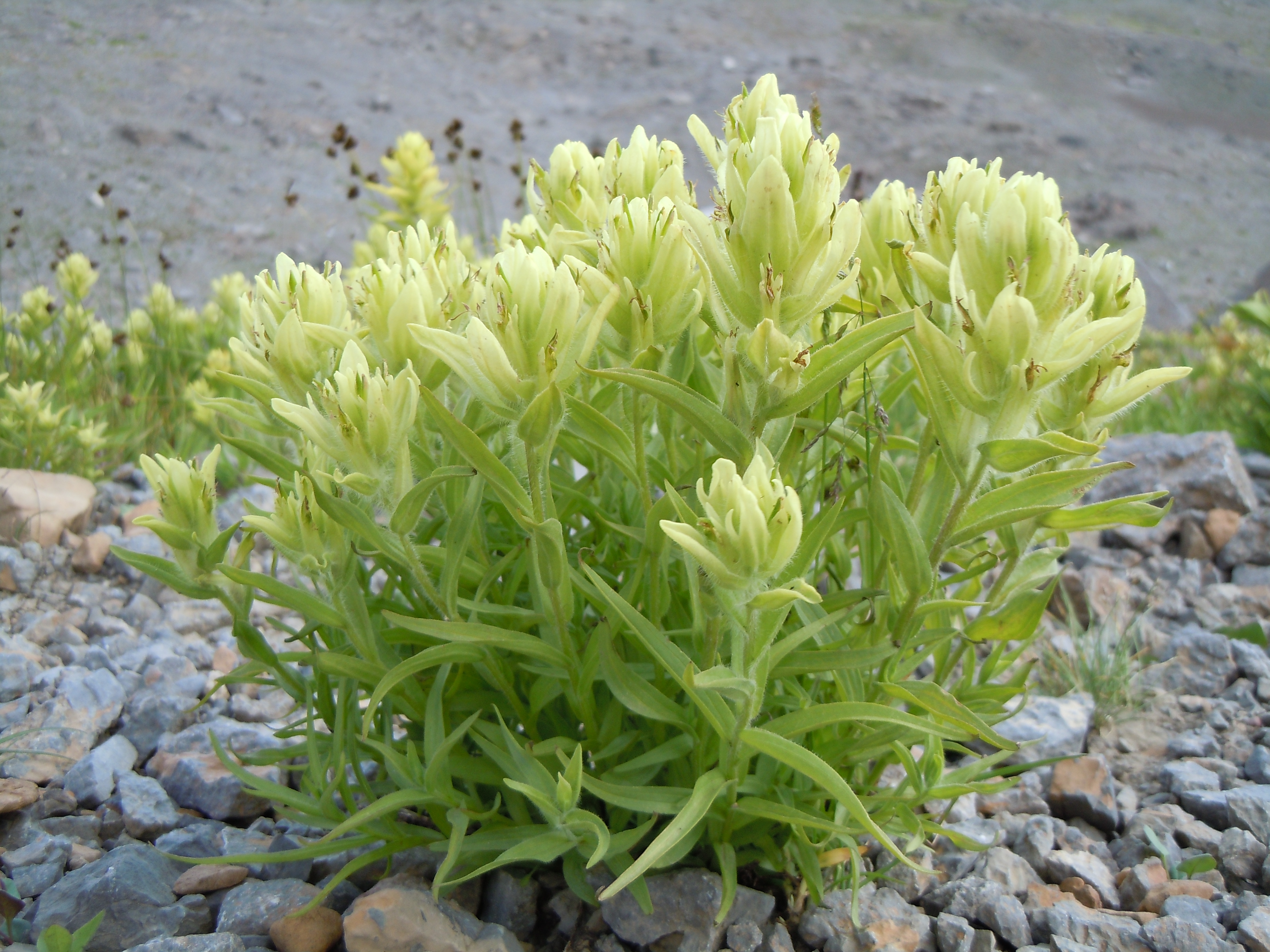
Castilleja sulphurea

## Ökologie
Alle Castilleja-Arten sind Halbschmarotzer, die mit den Wurzeln beispielsweise auf Süßgras-Arten parasitieren.
Die Bestäubung erfolgt meist durch Insekten und bei einigen Arten durch Vögel.

## Standortansprüche
Die meisten Castilleja-Arten gedeihen am besten an offenen Standorten wie in Wiesen oder Steppen, an Waldrändern oder entlang von Straßen, und in deutlich kontinental geprägten Klimaten. Viele Arten tolerieren auch salzige Standorte.

## Systematik und Verbreitung
Die Gattung Castilleja wurde 1781 durch José Celestino Mutis in Carl von Linné dem Jüngeren: Supplementum Plantarum 47–48, 293 aufgestellt. Der Gattungsname Castilleja ehrt den spanischen Arzt und Botaniker Domingo Castillejo (1744–1786). Typusart ist Castilleja fissifolia L. f. Synonyme für Castilleja Mutis ex L. f. sind: Clevelandia Greene, Euchroma Nutt., Gentrya Breedlove & Heckard, Oncorhynchus Lehm., Ophiocephalus Wiggins.
Die Gattung Castilleja wurde traditionell der Familie der Braunwurzgewächse (Scrophulariaceae) zugerechnet, sie gehört nach Gensequenzanalysen zur Familie der Sommerwurzgewächse (Orobanchaceae).
Die meisten Arten kommen in Nordamerika bis Mexiko (119 Arten) vor und einige Arten gibt es in Zentral- und Südamerika. Etwa zehn Arten findet man in Nordasien bis hin ins westliche Russland.
Die Gattung Castilleja enthält etwa 200, teilweise sehr variable und schwer voneinander abzugrenzende Arten, beispielsweise:
- Castilleja affinis Hook. & Arn.: Sie kommt in drei Unterarten[2] in den US-Bundesstaaten westliches Oregon, Kalifornien und im nördlichen mexikanischen Bundesstaat Baja California Norte vor.[7][1]
- Castilleja albobarbata Iltis & G.L.Nesom: Sie wurde 2003 erstbeschrieben. Sie kommt in den mexikanischen Bundesstaaten Jalisco sowie Colima vor.[6]
- Castilleja alpicola T.I.Chuang & Heckard: Sie kommt in Peru vor.[6]
- Castilleja ambigua Hook. & Arn.: Es gibt seit 2008 vier Varietäten:[1]
  - Castilleja ambigua var, ambigua Hook. & Arn.: Sie kommt im westlichen Nordamerika vom südwestlichen British Columbia über das westliche Washington und westlichen Oregon bis ins westliche Kalifornien vor.[7][2][1]
  - Castilleja ambigua var. humboldtiensis (D.D.Keck) J.M.Egger: Sie wurde 2008 erstbeschrieben. Dieser Endemit kommt nur in Salzmarschen in Humboldt County sowie Mendocino County in Kalifornien vor.[1]
  - Castilleja ambigua var. insalutata (Jeps.) J.M.Egger: Sie wurde 2008 erstbeschrieben. Dieser Endemit kommt nur noch an Küstenstandorten im nördlichen Monterey County in Kalifornien vor.[1]
  - Castilleja ambigua var. meadii J.M.Egger & Ruygt: Dieser Endemit gedeiht nur aus saisonal feuchten Standorten in der Nähe von Atlas Peak im zentralen Napa County in Kalifornien.[1]
- Castilleja angustifolia (Nutt.) G.Don: Sie kommt in drei Varietäten:[1]
  - Castilleja angustifolia (Nutt.) G.Don var. angustifolia: Sie kommt vom südöstlichen Oregon, südlichen Idaho über das südwestliche Montana bis ins nordwestliche Wyoming vor.[1]
  - Castilleja angustifolia var. dubia A.Nelson (Syn.: Castilleja dubia (A.Nelson) A.Nelson): Sie kommt hauptsächliche südwestlichen South Dakota sowie östlich-zentralen Wyoming vor.[1]
  - Castilleja angustifolia var. flavescens (Pennell ex Edwin) N.H.Holmgren (Syn.: Castilleja flavescens Pennell ex Edwin): Sie kommt im südöstlichen Idaho, östlichen Nevada sowie westlichen Utah vor. Funde aus Kalifornien sind noch nicht bestätigt.[1]
- Castilleja applegatei Fern.: Es gibt 2019 nur noch vier Varietäten, die auch als Unterarten gewertet wurden, zwei davon sind eigene Arten.[1] Sie kommen in den US-Bundesstaaten südliches bis östliches Oregon, südliches Idaho, westliches Wyoming, nördliches Utah, westliches bis nördliches Nevada, Kalifornien und im nördlichen mexikanischen Bundesstaat Baja California Norte vor.[7]
- Castilleja aquariensis N.Holmgren: Dieser Endemit kommt nur auf dem Aquarius Plateau im Gebirge des im südlich-zentralen Utah vor.[1]
- Castilleja arachnoidea Greenm: Sie kommt in den US-Bundesstaaten südwestliches Oregon, nördliches Kalifornien und nördliches Nevada.[7][2][1]
- Castilleja arctica Krylov & Serg.: Die zwei Unterarten kommen im nördlichen Teil des europäischen Russlands und im nordwestlichen Sibirien vor.[6]
- Castilleja arvensis Schlecht. & Cham.: Sie ist von Mexiko über Zentralamerika bis Panama und in Südamerika weitverbreitet und ist in Hawaii und Haiti ein Neophyt.[7]
- Castilleja attenuata (A.Gray) Chuang & Heckard: Sie kommt in British Columbia, in den US-Bundesstaaten westliches Oregon, westliches Washington, Kalifornien, im nördlichen mexikanischen Bundesstaat Baja Norte und im zentralen Chile vor.[7][2][1]
- Castilleja aurea B.L.Rob. & Greenm.: Sie kommt im zentralen sowie südwestlichen Mexiko vor.[6]
- Castilleja beldingii (Greene) Tank & J.M.Egger[6]
- Castilleja bella Standl.[6]
- Castilleja brevilobata Piper: Dieser Endemit gedeiht nur an trockenen Serpentin-Aufschlüssen in den Siskiyou Mountains im südwestlichen Oregon und angrenzenden Gebieten in Kalifornien vor.[1]
- Castilleja brevistyla (Hoover) Chuang & Heckard: Sie kommt nur in Kalifornien vor.[2][1]
- Castilleja bryantii Brandegee[6]
- Castilleja campestris (Benth.) Chuang & Heckard: Sie kommt in zwei Varietäten[7] oder zwei Unterarten[2] im südlichen Oregon und im nördlichen bis zentralen Kalifornien vor.[7][2][1]
- Castilleja cervina Greenm.: Sie kommt im westlichen Nordamerika vom südlichen British Columbia über Washington bis zum nördlichen Idaho vor.[1]
- Castilleja chlorotica Piper: Dieser Endemit kommt nur im zentralen Oregon vor.[1]
- Castilleja christii N.Holmgren: Sie kommt nur in Idaho vor.[7][1]
- Castilleja chromosa A. Nelson: Sie kommt in den US-Bundesstaaten östliches Oregon, zentrales bis südliches Wyoming, südliches Idaho, westliches Colorado, Utah, Nevada, Arizona, östliches Kalifornien und nordwestliches New Mexico vor.[7][2][1]
- Castilleja chrymactis Pennell: Dieser Endemit kommt nur im südöstlichen Alaska vor.[1]
- Castilleja chrysantha Greenm.: Dieser Endemit kommt nur im nordöstlichen Oregon vor.[1]
- Castilleja cinerea A.Gray: Dieser Endemit kommt nur im südlich-zentralen Kalifornien vor.[7][2][1]
- Castilleja coccinea (L.) Spreng.: Sie kommt in Kanada in Ontario, im südlichen Manitoba sowie südöstlichen Saskatchewan und in den östlichen und nördlich-zentralen Vereinigten Staaten vor.[7][1]
- Castilleja collegiorum J.M.Egger & Malaby: Sie wurde 2015 aus dem südlichen Kaskadengebirge in Oregon erstbeschrieben.[1]
- Castilleja covilleana Hend.: Sie kommt vom südwestlichen Montana bis zentralen Idaho vor.[1]
- Castilleja crista-galli Rydb.: Sie kommt vom südwestliches Montana bis Idaho und nordwestlichen Wyoming vor.[1]
- Castilleja cryptantha Pennell & G.N.Jones: Dieser Endemit kommt nur auf dem Mount Rainier in Washington vor.[1]
- Castilleja cusickii Greenm.: Sie kommt in Kanada im südwestlichen Alberta, im südlichen British Columbia und in den US-Bundesstaaten nordöstliches Oregon, östliches Washington, Wyoming, Idaho, westliches Montana und Nevada vor.[7][1]
- Castilleja densiflora (Benth.) Chuang & Heckard: Sie kommt in drei Unterarten von Kalifornien bis zum mexikanischen Bundesstaat Baja California Norte vor.[7][2][1]
- Castilleja dissitiflora N.Holmgren: Sie kommt nur vom zentralen bis östlichen Nevada vor.[1]
- Castilleja disticha Eastwood (Syn.: Castilleja applegatei subsp. disticha (Eastwood) T.I.Chuang & Heckard): Dieser Endemit kommt nur in der zentralen bis südlichen Sierra Nevada in Kalifornien vor.[1]
- Castilleja elegans Malte: Sie kommt vom nördlichen Russlands Fernem Osten bis zum subarktischen Nordamerika und nördlichen Kanada vor.[1]
- Castilleja elmeri Fern.: Sie kommt vom südlichen British Columbia bis Washington vor.[1]
- Castilleja elongata Pennell: Sie kommt nur in Texas vor.[7][1]
- Castilleja exserta (Heller) Chuang & Heckard: Sie kommt in drei Varietäten oder drei Unterarten[2] in Arizona, Kalifornien und in den mexikanischen Bundesstaaten Baja California Norte und nordwestliches Sonora vor.[7]
- Castilleja fissifolia L. f.: Sie kommt im südwestlichen Venezuela, in Kolumbien, Ecuador, Bolivien und Peru vor.[7]
- Castilleja flava S.Watson: Sie kommt in den US-Bundesstaaten nordöstliches Oregon, südliches Idaho, nordwestliches Colorado, westliches Wyoming, südwestliches Montana, nordöstliches Utah und nordöstliches Nevada vor.[7][1]
- Castilleja foliolosa Hook. & Arn.: Sie kommt von Kalifornien bis in den nördlichen mexikanischen Bundesstaat Baja California Norte vor.[7][2][1]
- Castilleja fraterna Greenm.: Dieser Endemit kommt nur im nordöstlichen Oregon vor.[1]
- Castilleja genevievana Nesom: Sie kommt vom südwestlichen Texas bis zu einem angrenzenden kleinen Areal im mexikanischen Bundesstaat Coahuila vor.[1]
- Castilleja glandulifera Pennell: Dieser Endemit kommt nur im nordöstlichen Oregon vor.[1]
- Castilleja gleasoni Elmer: Dieser Endemit kommt nur am Mount Gleason in Kalifornien vor.[7][2][1]
- Castilleja grisea Dunkle: Dieser Endemit kommt nur auf San Clemente Island in Kalifornien vor.[7][2][1]
- Castilleja haydenii (A.Gray) Cockerell: Sie kommt in Colorado und im nördlichen New Mexico vor.[7][1]
- Castilleja hispida Benth.: Sie kommt im westlichen Nordamerikas in Kanada in British Columbia sowie Alberta und in den US-Bundesstaaten Oregon, Washington sowie Idaho vor.[7][1]
- Castilleja hololeuca Greene: Dieser Endemit kommt nur in Kalifornien vor.[2][1]
- Castilleja hyperborea Pennell (Syn.: Castilleja kuschei Eastw., Castilleja villosissima Pennell): Sie kommt von Alaska bis zum nordwestlichen British Columbia vor.[1]
- Castilleja indivisa Engelm.: Sie kommt im östlichen und zentralen Texas, in Arkansas und Louisiana vor.[7][1]
- Castilleja integra A.Gray: Sie kommt in Arizona, New Mexico, Texas, im südlichen Colorado und im nördlichen Mexiko vor.[7][1]
- Castilleja integrifolia Kunth: Sie ist von Mexiko über Guatemala, El Salvador, Honduras, Nicaragua bis Kolumbien und das nordwestliche Venezuela verbreitet.[6]
- Castilleja irasuensis Oerst.: Sie kommt von Costa Rica bis Panama vor.[6]
- Castilleja kaibabensis N.Holmgren: Sie kommt nur in Arizona vor.[7][1]
- Castilleja lacera (Benth.) Chuang & Heckard: Sie kommt in Kalifornien und im südlichen Oregon vor.[2][1]
- Castilleja lanata Gray: Sie kommt in den US-Bundesstaaten Colorado, New Mexico, westliches Texas, südliches Arizona und im nördlichen Mexiko vor.[7][1]
- Castilleja lasiorhyncha (Gray) Chuang & Heckard: Dieser Endemit kommt nur in Kalifornien vor, die meisten Population befinden sich in den San Bernardino Mountains, in angrenzende Gebieten gibt es auch Fundorte.[2][1]
- Castilleja latifolia Hook. & Arn.: Dieser Endemit kommt nur im westlich-zentralen Kalifornien im küstennahen Gebiet vor.[7][2][1]
- Castilleja lemmonii A.Gray: Dieser Endemit kommt nur in Kalifornien im Gebirge vor.[2][1]
- Castilleja levisecta Greenm.: Sie kommt auf Vancouver Island, im westlichen Washington und im nordwestlichen Oregon vor.[7][1]
- Castilleja linariifolia Benth.: Sie kommt in den US-Bundesstaaten Oregon, Wyoming, Idaho, Colorado, südliches Montana, nördliches Arizona, Kalifornien, Nevada, Utah und nördliches New Mexico vor.[7][2][1]
- Castilleja lineariiloba (Benth.) Chuang & Heckard: Dieser Endemit kommt nur in Kalifornien im Gebirge bis Vorgebirge vor.[2][1]
- Castilleja lineata Greene: Sie kommt nur in Colorado vor.[7][1]
- Castilleja litoralis Pennell: Sie kommt im westlichen Nordamerika nur vom westlichen Washington bis nordwestlichen Kalifornien vor.[1]
- Castilleja lutescens (Greenm.) Rydb. (Syn.: Castilleja pallida var. lutescens Greenm.): Sie ist im westlichen Nordamerika vom westlichen Kanada (Alberta sowie British Columbia) bis in die nordwestlichen Vereinigten Staaten (Oregon, Washington bis westliches Montana) verbreitet.[1]
- Castilleja martini Abrams (Syn.: Castilleja applegatei subsp. martini (Abrams) T.I.Chuang & Heckard): Es gibt zwei Varietäten:[1]
  - Castilleja martini var. clokeyi (Pennell) N.H.Holmgren (Syn.: Castilleja clokeyi Pennell, Castilleja applegatei subsp. martini): Sie kommt in Kalifornien nur in den trockenen Gebirgsketten, die Death Valley umgeben und im angrenzenden südwestlichen Nevada vor.[1]
  - Castilleja martini Abrams var. martini (Syn.: Castilleja gyroloba Pennell, Castilleja roseana Eastw.): Im westlichen Nordamerika beginnt das Verbreitungsgebiet westlich des Kamms der Sierra Nevada bis zur Sierra San Pedro Mártir im nördlichen Baja California (Baja California Norte).[1]
- Castilleja mendocinensis (Eastw.) Pennell: Dieser Endemit kommt nur entlang der Küste in Mendocino County in Kalifornien vor.[2][1]
- Castilleja mexicana (Hemsl.) A.Gray: Südwestliches Texas bis nordöstliches Mexiko.[1]
- Castilleja miniata Dougl. ex Hook. (Syn.: Castilleja hyetophila Pennell): Es gibt vier Varietäten:[1]
  - Castilleja miniata var. dixonii (Fernald) A.Nelson & J. Francis Macbride (Syn.: Castilleja dixonii Fernald, Castilleja miniata subsp. dixonii (Fernald) Kartesz): Sie kommt im westlichen Nordamerika von British Columbia über Oregon bis Washington vor.[1]
  - Castilleja miniata var. fulva (Pennell) J.M.Egger (Syn.: Castilleja fulva Pennell): Yukon bis westliches Kanada.[1]
  - Castilleja miniata var. miniata: Sie kommt im westlichen Nordamerika im südlichen Alaska, in Kanada in British Columbia, Alberta, Manitoba sowie Saskatchewan sowie im westlichen Ontario und in den westlichen bis zentralen Vereinigten Staaten vor.[7][1] Sie wird dort „Common Red Paintbrush“ genannt und ist die häufigste Art, die in Massenbeständen auftreten kann.
  - Castilleja miniata var. oblongifolia (A.Gray) Munz (Syn.: Castilleja oblongifolia A.Gray): Kalifornien und nordwestliches Mexiko.[1]
- Castilleja minor (A.Gray) A.Gray (Syn.: Castilleja stenantha A.Gray): Sie kommt in vier Unterarten[2] in den US-Bundesstaaten Washington, Oregon, Idaho, südliches Montana, westliches Colorado, westliches Wyoming, südliches New Mexico, Kalifornien, Nevada, Utah, südöstliches Arizona und vermutlich auch im nördlichen Mexiko vor.[7][1]
- Castilleja mogollonica Pennell: Arizona.[1]
- Castilleja mollis Pennell: Dieser Endemit kommt vor Kalifornien[7] nur auf den Kanalinseln Santa Rosa sowie im östlichen Teil von San Miguel vor.[2][1]
- Castilleja montigena Heckard: Dieser Endemit kommt nur in den San Bernardino Mountains in Kalifornien vor.[2][1]
- Castilleja nana Eastw.: Dieser Endemit kommt nur in Kalifornien im Gebirge vor.[2][1]
- Castilleja nelsonii Eastw. (Syn.: Castilleja austromontana Standl. & Blumer): Sie kommt von Arizona bis ins nördliche sowie westliche Mexiko vor.[1]
- Castilleja nervata Eastw.: Südliches Arizona bis Mexiko.[1]
- Castilleja nivea Pennell & Ownbey: Montana und Wyoming.[1]
- Castilleja occidentalis Torr.: Westliches Kanada bis westlich-zentrale Vereinigte Staaten.[1]
- Castilleja oresbia Greenm.: Sie kommt im nordöstlichen Oregon und im westlichen Idaho vor.[7][1]
- Castilleja organorum Standl.: New Mexico.[1]
- Castilleja ornata Eastw.: Südwestliches New Mexico bis nördliches Mexiko.[6][1]
- Castilleja pallescens (Gray) Greenm.: Sie kommt in den US-Bundesstaaten Oregon, Montana, Idaho, Wyoming und Nevada vor.[7][1]
- Castilleja pallida (L.) Spreng.: Sie kommt in Europa im südlichen Ural, in Russland, in der Mongolei, in der Inneren Mongolei, in Heilongjiang, und im nördlichen Nordamerika vor.[3] Sie ist in den gemäßigten Gebieten der Nordhalbkugel, außer in Mittel- und Westeuropa weitverbreitet. Mit den Varietäten:
  - Castilleja pallida var. caudata (Pennell) B.Boivin (Syn.: Castilleja annua Pennell, Castilleja caudata (Pennell) Rebr.): Sie kommt vom östlichen Sibirien und Russlands Fernem Osten bis zum subarktischen Nordamerika vor.[6][1]
  - Castilleja pallida var. pallida
  - Castilleja pallida var. yukonis (Pennell) J.M.Egger (Syn.: Castilleja muelleri Pennell, Castilleja yukonis Pennell): Sie kommt vom östlichen Sibirien und Russlands Fernem Osten bis zum subarktischen Nordamerika vor.[6]
- Castilleja parviflora Bong.: Sie kommt in Alaska, British Columbia, Alberta, Washington und Oregon vor.[7][1]
- Castilleja parvula Rydb.: Utah.[1]
- Castilleja patriotica Fern.: Südöstliches Arizona bis südwestliches New Mexico und nördliches Mexiko.[6][1]
- Castilleja peckiana Pennell: Sie kommt nur im zentralen bis östlichen Oregon vor.[7][1]
- Castilleja peirsonii Eastw.: Sie kommt von Alaska bis Kalifornien vor.[2][1]
- Castilleja pilosa (S.Watson) Rydb.: Sie kommt in drei Varietäten in den US-Bundesstaaten Idaho, südöstliches Oregon, südwestliches Montana, nordwestliches Wyoming, Kalifornien und nordwestliches Nevada vor.[7][2][1]
- Castilleja plagiotoma A.Gray: Sie kommt in Kalifornien vor.[2][1]
- Castilleja porterae Cockerell
- Castilleja praeterita Heckard & Bacig.: Dieser Endemit kommt nur in der höheren Sierra Nevada in Kalifornien vor.[2][1]
- Castilleja pruinosa Fernald: Sie kommt im südwestlichen Oregon und in Kalifornien vor.[7][2][1]
- Castilleja puberula Rydb.: Montana und Colorado.[1]
- Castilleja pulchella Rydb.: Westliches Montana bis nordöstliches Utah.[1]
- Castilleja pumila (Benth.) Wedd. ex Herrera: Sie kommt in Ecuador, Bolivien, Peru, in Argentinien und im nördlichen Chile vor.[7]
- Castilleja purpurascens Greenm.: Südöstliches British Columbia bis südwestliches Alberta.[1]
- Castilleja purpurea (Nutt.) G.Don: Sie kommt in den US-Bundesstaaten Texas, Oklahoma, südliches Kansas und südwestliches Missouri vor.[7][1]
- Castilleja raupii Pennell: Subarktisches Amerika bis Kanada.[6][1]
- Castilleja revealii N.Holmgren: Utah.[6][1]
- Castilleja rhexiifolia Rydb. (Syn.: Castilleja oregonensis Gandoger): Sie kommt in zwei Varietäten im kanadischen British Columbia sowie Alberta und in den US-Bundesstaaten Washington, Idaho, Montana, nordöstliches Oregon, Wyoming, Colorado, nördliches New Mexico sowie nördliches Utah vor.[7][1]
- Castilleja rigida Eastw.: Südliches Texas bis östliches Mexiko.[1]
- Castilleja rubicundula (Jeps.) Chuang & Heckard: Die drei Unterarten kommen im nördlichen bis zentralen Kalifornien und im südlichen Oregon vor.[2][1]
- Castilleja rubida Piper: Nordöstliches Oregon.[1]
- Castilleja rupicola Piper ex Fern.: Südliches British Columbia bis Oregon.[1]
- Castilleja salsuginosa N.Holmgren: Sie kommt nur in Nevada vor.[7][1]
- Castilleja scabrida Eastw.: Utah bis nordwestliches New Mexico.[1]
- Castilleja schizotricha Greenm.: Sie kommt im südwestlichen Oregon und im nördlichen Kalifornien vor.[7][2][1]
- Castilleja septentrionalis Lindl. (Syn.: Castilleja sulphurea Rydb.): Kanada bis nördliche und westlich-zentrale Vereinigte Staaten.[1]
- Castilleja sessiliflora Pursh: Sie kommt in Kanada im südlichen Manitoba sowie im südlichen Saskatchewan, in den zentralen bis westlichen Vereinigten Staaten und in Mexiko vor.[7][1]
- Castilleja subinclusa Greene: Die zwei Unterarten kommen von Kalifornien bis zum mexikanischen Bundesstaat Baja California Norte vor.[2][1]
- Castilleja suksdorfii A.Gray: Sie gedeiht an feuchten Standorten nur im Kaskadengebirge im Yakima County in Washington und Klamath County in Oregon.[1]
- Castilleja talamancensis N.H.Holmgren: Sie kommt von Costa Rica bis Panama vor.[6]
- Castilleja tenuiflora Benth. (Syn.: Castilleja setosa Pennell): Von den drei Varietäten sind zwei nur in Mexiko weitverbreitet, eine kommt auch in den südlichen USA vor.[7][1]
- Castilleja tenuis (Heller) Chuang & Heckard: Sie kommt im südlichen Alaska, im südlichen British Columbia und in den US-Bundesstaaten Washington, Oregon, westliches Idaho, Kalifornien sowie nördliches Nevada vor.[7][2][1]
- Castilleja thompsonii Pennell: Sie kommt im westlichen Nordamerika im südlichen British Columbia und in Washington vor.[7][1]
- Castilleja tomentosa A.Gray: New Mexico bis Mexiko (Sonora).[6][1]
- Castilleja uliginosa Eastw.: Dieser Endemit kam in der Wildnis nur noch in der Pitkin Marsh in Sonoma County in Kalifornien vor und ist dort in ausgestorben. Sie existiert nur noch als Exemplare aus einem Klon des letzten Pflanzenexemplars und einer Rückkreuzung mit Castilleja miniata im botanischen Garten.[1]
- Castilleja unalaschcensis (Cham. & Schlecht.) Malte: Sie kommt im südlichen Alaska, im südlichen Yukon Territory und im nordwestlichen British Columbia vor.[7][1]
- Castilleja viscidula A.Gray: Sie kommt in den US-Bundesstaaten nordöstliches Oregon, südwestliches Idaho sowie zentrales bis nordöstliches Nevada vor.[7][1]
- Castilleja wightii Elmer: Dieser Endemit gedeiht nur in Küstennähe vom nördlichen bis zum zentralen Kalifornien.[2][1]
- Castilleja wootonii Standl.: Sie kommt nur in den White Mountains (Sierra Blanca) im südlich-zentralen New Mexico und im Mt. Livermore Massif im westlichen Texas vor. Fundortangaben aus Guadalupe Mountains können nicht bestätigt werden.[1]
- Castilleja xanthotricha Pennell: Dieser Endemit kommt nur in den „sagebrush hills“ im Nördlich-zentralen Oregon vor.[1]
- Castilleja zempoaltepetlensis G.L.Nesom: Sie kommt nur im mexikanischen Bundesstaat Oaxaca vor.[6]

Naturhybriden (Auswahl):
- Castilleja ×cognata Greene: Diese Hybride aus Castilleja septentrionalis × Castilleja linariifolia kommt in Colorado vor. Es liegen keine gesicherten Informationen vor.[1]
- Castilleja ×porterae Cockerell: Diese Hybride aus Castilleja septentrionalis × Castilleja miniata kommt im südlichen Nevada vor. Es liegen keine gesicherten Informationen vor.[1]
- In den Wallowa Mountains gibt es eine Hybride von Castilleja chrysantha mit Castilleja rhexiifolia, die als Castilleja wallowensis Pennell beschrieben wurde.[1]

## Sonstiges
Wegen seiner Auffälligkeit und Häufigkeit spielen die Pflanzen eine gewisse Rolle in den Legenden einiger Indianer.
Die Art Castilleja linariifolia ist eines der Symbole des US-Bundesstaats Wyoming.
Siehe auch → Liste der Staatsblumen der Bundesstaaten der Vereinigten Staaten.
Ein amerikanischer Preis für Kinderbücher trägt den Namen Indian Paintbrush Book Award.